# Dito di Caprivi
Il Dito di Caprivi, anche detto Lembo o Striscia di von Caprivi o anche solo Caprivi (in tedesco Caprivizipfel; in inglese Caprivi Strip; in afrikaans Kaprivistrook; in portoghese Faixa de Caprivi) è un territorio della Namibia nordorientale, caratteristico per i suoi confini politici estremamente innaturali che non tengono alcun conto di divisioni etnico-geografiche. La sua città principale è Katima Mulilo.
Con una superficie di più di 19000 km², il Dito di Caprivi è suddiviso tra le regioni namibiane dello Zambesi e del Kavango Orientale. Questo saliente si protende dal territorio namibiano verso nordest per 450 km di lunghezza e soli 35 km di larghezza, fino a raggiungere le rive del fiume Zambesi, allargandosi allora nuovamente fino a oltre 100 km e rimanendo circondato da quattro paesi: Angola, Zambia, Botswana e Zimbabwe. Con Zambia e Botswana la Namibia forma una triplice frontiera presso l'isola di Impalila, punto più orientale del Dito di Caprivi, mentre 150 metri più a est comincia il territorio dello Zimbabwe.
Prima dell'arrivo degli europei, la zona faceva parte di vasti potentati africani, come il Regno dei Barotse e il Regno dei Makololo, che si combatterono durante buona parte del XIX secolo. Il Dito di Caprivi deve la sua esistenza e la sua forma peculiare al colonialismo europeo, di cui è ancora uno dei principali esempi esistenti. Durante la spartizione dell'Africa, il Regno Unito e l'Impero tedesco stipularono nel 1890 il trattato di Helgoland-Zanzibar, con cui i britannici cedevano ai tedeschi una stretta striscia di territorio dell'Africa meridionale per collegare l'Africa Tedesca del Sud-Ovest al fiume Zambesi, al fine di stabilire una via navigabile attraverso l'Africa centrale passando per il lago Tanganica.
Anche dopo la fine dell'era coloniale, la situazione politica del Dito di Caprivi non è mutata: con la sconfitta della Germania nella prima guerra mondiale, il Dito fu amministrato prima dal Regno Unito e infine dal Sudafrica, fino all'indipendenza della Namibia nel 1990, senza che i suoi peculiari confini variassero. Al dominio piuttosto blando esercitato da tedeschi e britannici fece da contraltare l'amministrazione sudafricana, che oppresse le popolazioni locali con l'istituzione dell'apartheid e dei bantustan, portando quindi il Dito ad essere teatro della guerra di indipendenza namibiana. Passato alla Namibia, nel Dito scoppiò allora il conflitto del Caprivi causato da movimenti indipendentisti, sconfitti dal governo namibiano solo dopo una lunga lotta nel primi anni 2000. Da allora il Dito di Caprivi è una meta turistica in ascesa, soprattutto per l'ecoturismo nei suoi grandi parchi naturali di Nkasa Rupara, Mudumu e Bwabwata.

## Etimologia
Il nome della regione (spesso chiamata solo "Caprivi") deriva da quello del conte Leo von Caprivi, secondo cancelliere del Reich tedesco dal 1890 al 1894, che stipulò il trattato di Helgoland-Zanzibar ottenendo così il dominio tedesco sulla zona.
La definizione di Dito si riferisce invece alla forma dei confini affusolati della regione, che la fanno assomigliare vagamente appunto a un enorme dito.

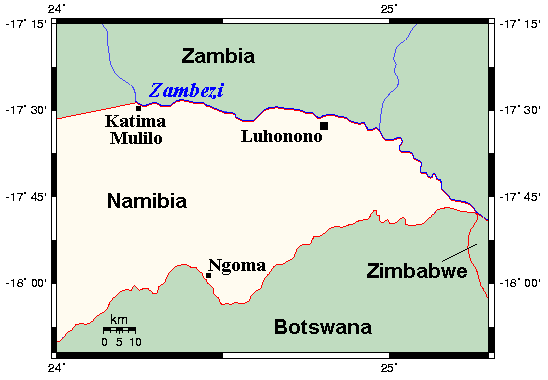
Mappa della parte più orientale del Dito di Caprivi; all'estrema destra è visibile la congiunzione tra i quattro Stati della zona

## Geografia

### Divisioni politiche e confini geografici
Il territorio occupa un'area di circa 19531 km², comparabile a quella di nazioni europee come Galles e Macedonia del Nord. Il Dito di Caprivi si protende dall'angolo più nordorientale della Namibia verso nordest per 450 km complessivi, racchiuso dall'Angola prima e dallo Zambia poi a nord, mentre dal Botswana a sud. La larghezza della striscia di territorio è variabile: il tratto più stretto e lineare del Dito, che si protende dal resto del territorio namibiano verso est, presenta un minimo regolare di 32 km, che prosegue in linea retta fino al villaggio di Kongola, dove si estende fino a un massimo di 105 km, raggiunti nella sua parte finale in cui torna ad allargarsi, comprendendo tutta la regione posta ad occidente della confluenza dei fiumi Zambesi e Cuando. La sua punta più orientale, l'isola di Impalila, protesa tra questi due corsi d'acqua e dove convergono anche i limiti di Zambia e Botswana, si trova proprio di fronte alla punta più occidentale dello Zimbabwe, e la Namibia non vi confina per soli 150 metri.

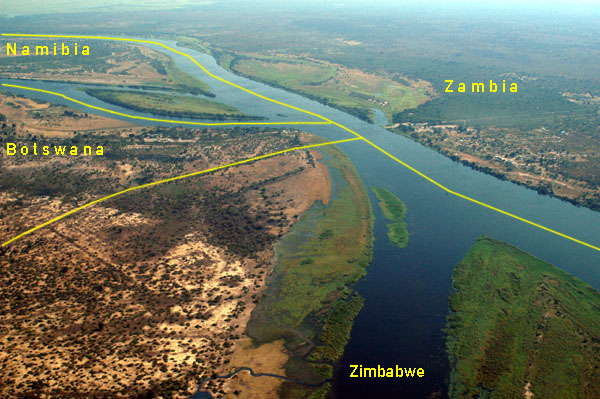
Punto più orientale del Dito di Caprivi, col fiume Zambesi sul confine tra Namibia, Zambia, Zimbabwe e Botswana

Dal punto di vista amministrativo, il territorio è diviso tra le regioni dello Zambesi ad est (in passato "regione di Caprivi") e del Kavango Orientale a ovest. Katima Mulilo, principale centro abitato capriviano, è il capoluogo della regione dello Zambesi, mentre Rundu, capoluogo del Kavango Orientale, non è compresa nella zona del Dito in quanto sita molto più a occidente.

### Clima
Data la vicinanza col deserto del Kalahari, il Dito presenta nel suo interno un clima secco e arido, mentre il terreno è pianeggiante e posto a circa 950 m di altitudine. Avvicinandosi ai fiumi Zambesi e Cuando, invece, l'ambiente diventa più umido e tropicale e affine alla savana, formando anche alcuni tratti paludosi. Un altro fiume importante della regione è l'Okavango, che lo attraversa nella sua parte occidentale e di cui segna anche il confine con l'Angola per un breve tratto.

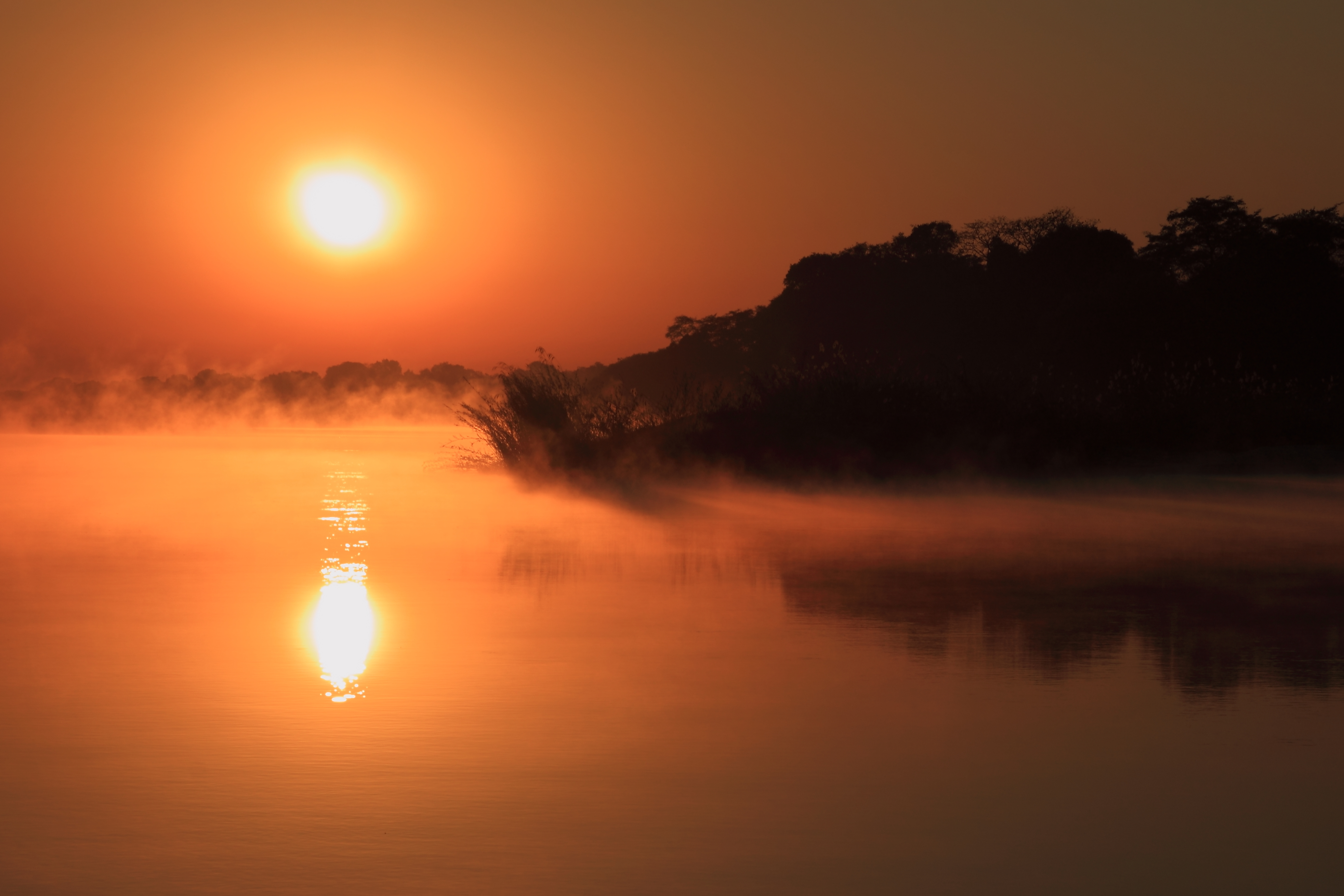
Un'alba sul fiume Zambesi nel tratto che attraversa il Dito di Caprivi

In passato, la regione doveva essere assai più secca e il deserto del Kalahari più esteso, poiché nel Dito abbondano le shona, grandi formazioni rocciose, rimasugli delle grandi dune che un tempo ricoprivano il terreno. Così come il resto della macroregione del Kalahari, anche il Dito di Caprivi è attraversato da numerose omiramba, valli fluviali disseccate di tipologia simile agli uadi, le quali un tempo ospitavano letti di fiumi; esse rendono, quindi, il territorio capriviano molto irregolare e accidentato, contribuendo alla sua scarsa antropizzazione.
Nel Dito di Caprivi si succedono due stagioni, estate e inverno. Data la collocazione della regione nell'emisfero australe, la prima dura tipicamente da ottobre-novembre ad aprile e corrisponde alla stagione delle piogge, con caldo intenso e prolungato con temperature che possono spingersi anche oltre 35 °C, condizioni che rendono il Dito la regione più umida della Namibia. L'inverno, invece, si protrae da maggio-giugno a settembre e presenta temperature più basse, con picchi massimi fino a 28 °C.

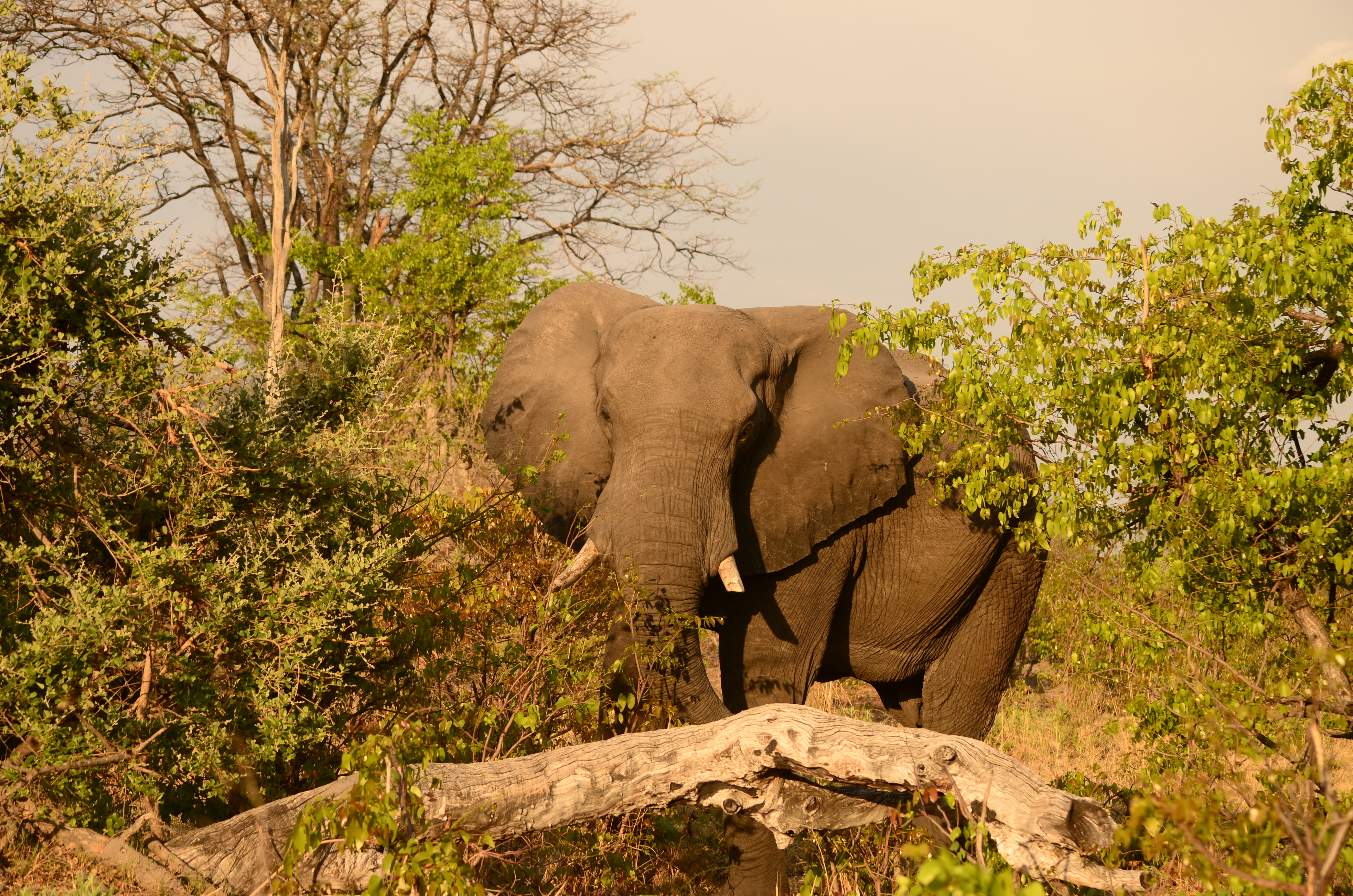
Elefante nel Dito di Caprivi (Ana Raquel S. Hernandes, 2012)

## Ambiente

### Flora
Essendo attraversato da numerosi corsi d'acqua, in particolare i grandi fiumi Okavango, Cuando e Zambesi, il Dito di Caprivi presenta un'abbondanza di vegetazione in molti suoi tratti. Nei tratti più umidi sono comuni le specie tipiche di ambienti acquitrinosi come giunchi e canne.
Nei terreni solidi è invece diffuso il dolfhout, varietà di teak selvatico, il cui legno è utilizzato dai locali per la creazione di vari utensili e oggetti. Sono presenti anche numerose specie di latifoglie come mopane e terminalia. Vi sono molti esemplari di baobab, i cui frutti sono consumati dalle popolazioni locali. La vegetazione si fa più rada proseguendo verso occidente e quindi verso le zone più aride, dove riescono a crescere solo piccoli arbusti.
A fini agricoli, nel Dito di Caprivi vengono coltivati granturco, sorgo, zucca, melone, canna da zucchero, frutta secca, fagiolo, miglio, manioca e patata dolce.

### Fauna
Anche le specie animali capriviane sono numerose. Molto grande è la popolazione di antilopi, in particolare damalischi, antilopi nere, impala e kudu minori. Elevata è anche la popolazione di uccelli, in particolare garzette ardesia, ghiandaie marine coda a racchetta e cuculi fagiano pettonero.

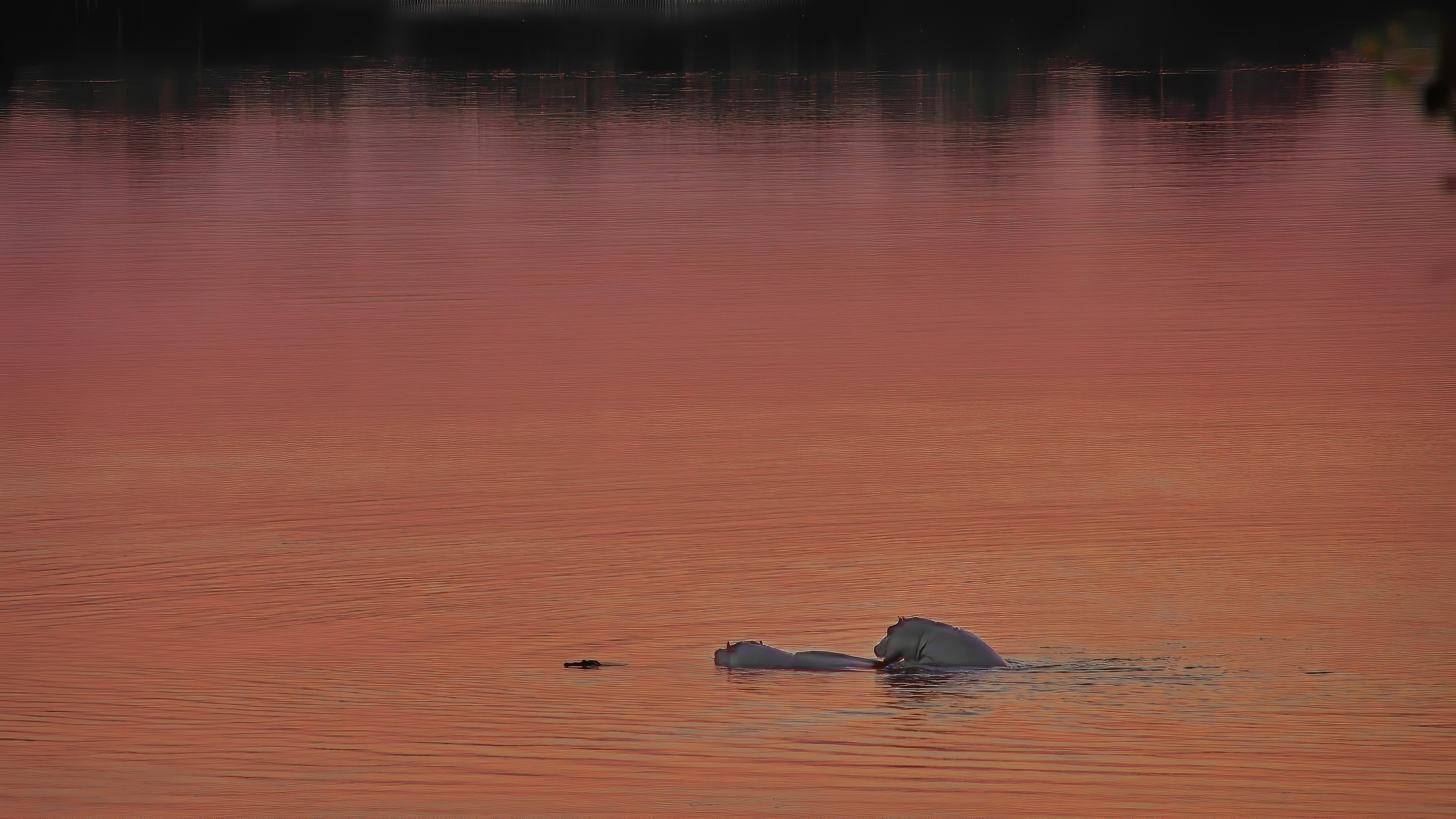
Due ippopotami nello Zambesi (Matthias Bethke, 2023)

Sono relativamente comuni anche altre specie tipiche della savana come leoni, leopardi, giraffe, elefanti africani, licaoni, bufali, zibetti e zebre. Nei fiumi è inoltre presente una numerosa popolazione di ippopotami e coccodrilli. A livello parassitario, nelle zone paludose sono endemiche le zanzare Anopheles, che soprattutto durante la stagione delle piogge e le conseguenti esondazioni dei fiumi possono dare origine ad epidemie di malaria.
Un tempo il bracconaggio era un fenomeno diffuso nella zona, ma a partire dal XXI secolo il governo della Namibia ha cominciato ad adottare provvedimenti a tutela delle specie animali a rischio. Per quanto riguarda l'allevamento, le principali specie presenti sono bovini, ovini, caprini e pollame.

### Tutela ambientale
Già a partire dagli anni 1930 le autorità britanniche dichiararono elefanti e ippopotami del Dito specie protette, incontrando tuttavia la disapprovazione dei locali, che li ritenevano invece carni pregiate e animali infestanti poiché danneggiavano i loro raccolti. Dato l'alto tasso di biodiversità, l'ambiente e gli habitat del Dito di Caprivi sono in seguito stati tutelati con l'istituzione dei tre grandi parchi naturali di Nkasa Rupara, sito nella parte più meridionale del Dito al confine col Botswana, di Mudumu, adiacente allo Nkasa Rupara, e del Bwabwata, sito invece al centro del Dito nella sua parte più remota.
Il conflitto del Caprivi che infuriò nella regione tra la fine del XX secolo e l'inizio del XXI aveva portato ad un intenso bracconaggio, che aveva sterminato molte delle popolazioni animali locali. Dall'istituzione dei parchi nazionali invece la fauna selvatica sta tornando a prosperare nel Caprivi. I parchi capriviani non sono ermeticamente delimitati, quindi gli animali che vi sono ospitati di frequente migrano verso altre zone a loro favorevoli come il vicino parco nazionale del Chobe in Botswana.

## Storia

### Storia antica

#### Regno dei Barotse

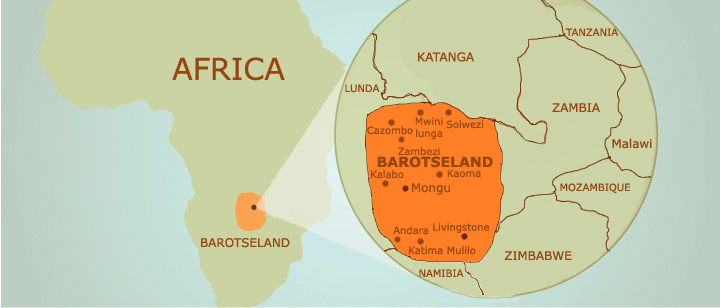
Estensione del Regno dei Barotse

La regione fu abitata sin dall'antichità da popolazioni di etnia San nella parte occidentale, mentre ad oriente da Subia e Mbukushu, che formarono il Regno di Linyanti (dai confini molto labili e dall'essenza puramente tribale, tanto che alcuni storici non ritengono improbabile che all'epoca i due popoli fossero in realtà uno solo, successivamente differenziatosi). Tali popolazioni giunsero nel corso della prima metà del II millennio, sull'onda delle grandi migrazioni africane provocate dal crollo della civiltà dei bantù che era fiorita per secoli nell'Africa centrale. Nel corso di successive ondate migratorie la zona venne conquistata prima dai Lozi, che stabilirono tra la fine del XVII e l'inizio del XVIII secolo il Regno dei Barotse, e poi, all'inizio del XIX secolo, dai Makololo, una popolazione migrata dal Sudafrica orientale per sfuggire alle devastazioni portate dalla guerra di espansione degli zulu conosciuta come Mfecane. La storia più antica del Dito di Caprivi è comunque difficilmente ricostruibile, essendo le principali fonti su di essa le tradizioni mitico-epiche tramandate oralmente dalle popolazioni locali. Nel tempo numerosi politici e funzionari Lozi hanno dichiarato che prima del loro arrivo le popolazioni locali non fossero indipendenti né abbastanza consistenti da poterlo essere, ma tale teoria è ampiamente screditata in quanto palesemente favorevole al nazionalismo Lozi.
Il Regno dei Barotse si basava su un sistema sociopolitico ibrido tra feudalesimo e schiavismo, e su una totale assimilazione al popolo dominante da parte delle etnie sottomesse, anche da un punto di vista socioculturale. Per questi motivi, i Lozi erano visti come oppressori dalle altre popolazioni della zona; tale percezione si è mantenuta anche dopo la colonizzazione europea e ha rappresentato motivo di grande tensione tra le varie etnie capriviane. Attorno alla metà del XVIII secolo, vi fu una ribellione del popolo Subia contro i Lozi, che tuttavia venne repressa in maniera sanguinosa dall'allora sovrano Ngombala, che rafforzò il controllo regio sulla zona e poi estese il suo impero fino in Angola. In seguito, mentre i Lozi erano impegnati altrove in altre guerre espansionistiche, i Subia riuscirono brevemente a riottenere l'indipendenza, costituendo l'effimero Regno di Itenge (che alcuni storici tuttavia considerano un mito o poco più che un conglomerato di villaggi). Almeno inizialmente, i Lozi erano numericamente scarsi nel Dito di Caprivi, utilizzandolo piuttosto come terreno per cacciare e coltivare ed esercitandovi quindi un dominio indiretto, cosa che facilitò la loro successiva cacciata da parte dei Makololo. All'epoca i contatti della zona col mondo esterno erano scarsi, complice l'assenza di vie di comunicazione, e solo sporadicamente il futuro Dito di Caprivi era visitato da mercanti portoghesi o arabi, interessati principalmente ad estendere la tratta degli schiavi, a cui i Lozi partecipavano attivamente.

#### Regno dei Makololo e restaurazione dei Lozi
I Makololo, popolazione inizialmente stanziata in Sudafrica, tra la fine degli anni 1820 e l'inizio degli anni 1830, guidati dal loro re Sebetwane, fuggirono dalla sanguinosa guerra scatenata dagli zulu nota come Mfecane e invasero l'impero dei Lozi e lo abbatterono temporaneamente, anche grazie all'aiuto dei Subia che si sottomisero ai nuovi conquistatori. Presto tuttavia Subia e Makololo cominciarono a loro volta a combattersi, e i secondi sconfissero i primi dopo una breve guerra uccidendo anche il loro re Liswani I. Sebetwane allora dominò incontrastato sulla futura zona di Caprivi, stabilendo la propria capitale a Linyanti.
I Makololo accolsero in seguito nella zona David Livingstone e gli permisero di utilizzarla come base per esplorare il resto dell'Africa interna. Per lungo tempo Lozi e Makololo si affrontarono in guerra, indebolendosi vicendevolmente e rendendo quindi più agevole la successiva conquista da parte delle potenze europee. Negli anni 1850 i Makololo entrarono in conflitto anche con gli Ndebele, con cui si combatterono per gli anni a venire. Dopo la morte del re Sebetwane nel 1851, caduto da un cavallo donatogli proprio da Livingstone, il successore Sekeletu favorì la massiccia migrazione dei Makololo in quello che oggi è il Dito di Caprivi, invitando anche missionari occidentali a risiedere presso la sua corte per scoraggiare gli Ndebele dall'attaccarlo e farsi così nemiche le potenze europee. Fino ad allora l'unico contatto stabile mantenuto dalle popolazioni capriviane con gli europei erano state le rotte commerciali con l'Angola portoghese, e fu tramite questi percorsi che Livingstone giunse nella regione durante le sue esplorazioni. Livingstone fu accolto con grandi onori da Sekeletu, che gli assegnò una scorta di 114 guerrieri, che lo seguirono negli anni successivi durante le sue esplorazioni dell'Africa interna. Sekeletu presto tuttavia cambiò approccio con gli occidentali, e dal 1859 in poi non concesse loro più alcuna protezione, permettendo che i missionari e le loro famiglie venissero uccisi oppure soccombessero di stenti. Sekeletu fu comunque un sovrano complessivamente poco capace, e sotto di lui la coesione del Regno dei Makololo cominciò a disgregarsi.
Nel 1864 i Lozi, ribellatisi assieme alle altre popolazioni dopo la morte di Sekeletu, sconfissero in battaglia i Makololo, uccidendo il nuovo re Mbololo, assoggettandoli definitivamente e restaurando il Regno dei Barotse sotto l'autorità di Sipopa, un discendente dell'antica dinastia reale Lozi. Il crollo del potere dei Makololo fu favorito anche dall'alto tasso di mortalità che essi sperimentavano durante le frequenti epidemie di malaria, dimostrandosi quindi fisicamente meno resistenti delle altre popolazioni della zona. Dopo la fine della guerra un supposto sterminio dei Makololo sarebbe susseguito, ma ciò è improbabile, poiché i Lozi vi erano ormai fortemente integrati e lo stesso nuovo re Sipopa e il suo successore Lewanika I erano di cultura Makololo.
Nonostante i consueti tentativi di assimilazione, la cultura dei Makololo finì tuttavia per prevalere su quella dei Barotse, che in parte adottarono anche l'utilizzo delle lingue sotho a sfavore delle loro originarie lingue bantù, arrivando anche a considerare come modelli i regni di Sebetwane e Sekeletu. Pare che i Lozi tentassero di assimilare totalmente i popoli che sottomettevano, proibendo la continuazione delle tradizioni orali e facendo così dissolvere la memoria collettiva degli elementi etnici diversi dal proprio. Dopo il proprio ritorno al potere, i Lozi tentarono quindi nuovamente di sterminare i Subia, che tuttavia si salvarono fuggendo in massa verso altre zone dell'Africa meridionale. Per ristabilire la loro autorità, i Lozi dovettero lottare anche con gli Tswana a meridione, che premevano sulla tribù degli Mbukushu, e coi locali capi Makololo rimanenti.

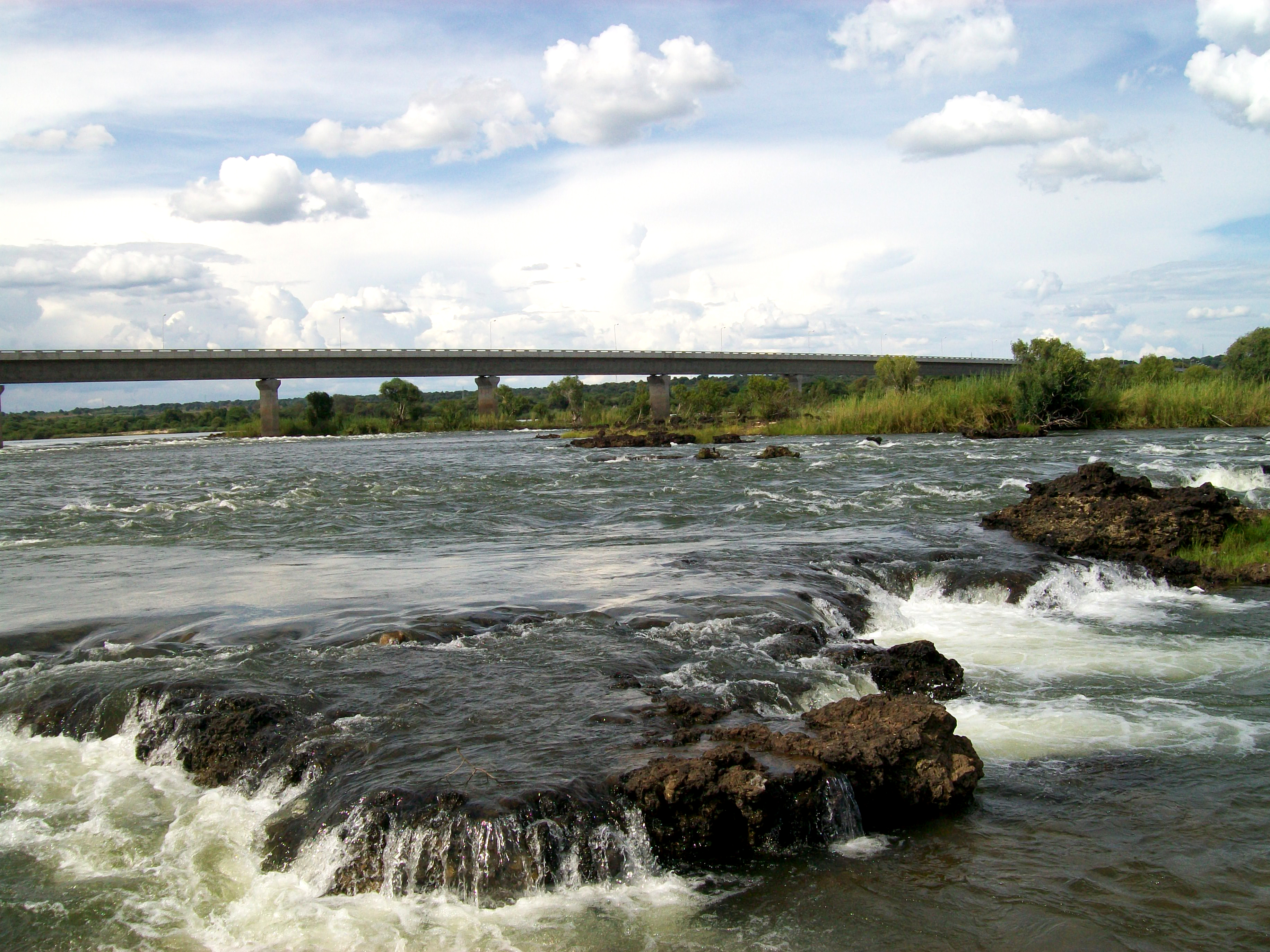
Le rapide di Katima Mulilo, col moderno ponte che collega Namibia e Zambia

### Colonialismo e creazione del Dito
(Bennett Kangumu sulla creazione del Dito di Caprivi.)
Durante la spartizione dell'Africa giunsero gli inglesi, che detennero il controllo nominale della zona fino al 1890 come parte del Protettorato del Bechuanaland (odierno Botswana). La zona, data la sua remotezza, fu comunque per lungo tempo poco influenzata dai colonizzatori, e l'unica presenza occidentale era quella occasionale dei missionari cattolici. Si registrava comunque anche l'attività sporadica in zona dei cacciatori di elefanti, il cui intento era raccogliere l'avorio per rivenderlo ora ai portoghesi ora ai britannici. L'unico insediamento europeo semipermanente si trovava sull'isola di Impalila, emporio dove confluivano gli scambi e i traffici della regione. Col passare dei decenni la zona divenne un polo del commercio dell'avorio, agendo da ponte tra Angola e Sudafrica, e i mercanti britannici cominciarono a richiedervi una presenza effettiva delle autorità coloniali. Tra il 1876 e il 1878 la regione attraversò un nuovo periodo di instabilità politica: Sipopa, divenuto tirannico e paranoico, fu destituito dall'usurpatore Mwanawina II, che a sua volta fu poco dopo deposto da Lewanika I, figlio di Sipopa. Lewanika mantenne un atteggiamento ondivago nei confronti degli europei, alterando periodi di amicizia ad altri di malcelata ostilità, così come aveva fatto il predecessore Sekeletu. Nel 1884 tuttavia, a seguito di una nuova ribellione contro di lui, Lewanika fu costretto a chiedere protezione ai britannici, che estesero così la propria influenza sul Regno dei Barotse.
L'indebolimento del regno permise alle potenze coloniali di eroderlo gradualmente. Il 30 dicembre 1886, Germania e Portogallo firmarono un trattato per stabilire il confine tra la Namibia tedesca e l'Angola portoghese, dichiarando che esso si estendeva verso est fino alle rapide di Katima Mulilo formate dallo Zambesi. Il Dito di Caprivi venne infine creato quattro anni più tardi per effetto del trattato di Helgoland-Zanzibar, sottoscritto il 1º luglio 1890 tra l'Impero tedesco e l'Impero britannico. Mediante tale accordo, la Germania acquisì per la propria colonia dell'Africa del Sud-Ovest (Deutsch-Südwestafrika, futura Namibia) un accesso al fiume Zambesi col passaggio di una sottile striscia di territorio del Bechuanaland al dominio tedesco. In realtà, secondo alcuni storici il Dito sarebbe stato un prodotto accidentale o comunque secondario dell'accordo, poiché il vero obbiettivo dei tedeschi sarebbe stato ottenere il controllo dell'isola europea di Helgoland, da lungo tempo in possesso del Regno Unito, col Dito che avrebbe solo dovuto fungere da avamposto tedesco negli altrimenti ininterrotti territori africani sotto controllo britannico.
In cambio della cessione di territori, la Germania si impegnava a non influenzare il Sultanato di Zanzibar, allora sotto l'autorità inglese. Fin dalla sua nascita la nuova regione venne informalmente chiamata il Dito per la sua forma innaturale, che non teneva affatto conto di divisioni geografiche o etniche, e associata al nome di Leo von Caprivi, il cancelliere tedesco sottoscrittore dell'accordo. La creazione di questa striscia di territorio dalla forma innaturale e assurda incontrò aspre critiche, sia al tempo che in seguito, venendo definita «un oltraggio alla geografia».

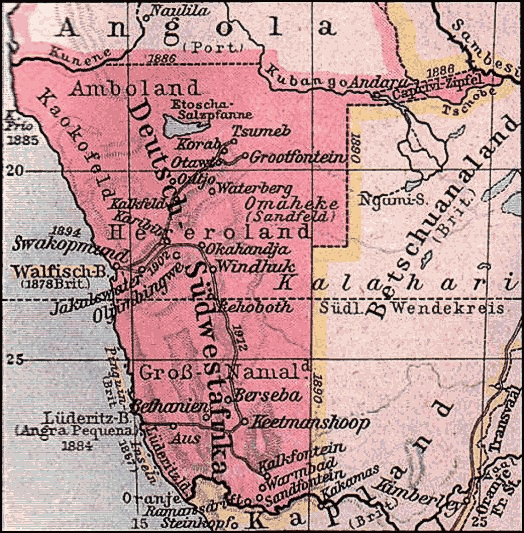
Confini della colonia dell'Africa Tedesca del Sud-Ovest, corrispondente all'odierna Namibia; il Dito di Caprivi si trova all'estremo nordest

### Dominio tedesco
Le ambizioni tedesche consistevano nello sfruttare il Dito di Caprivi per creare un collegamento stabile tra l'Africa Tedesca del Sud-Ovest e l'altra colonia dell'Africa Orientale Tedesca (futura Tanzania). Tuttavia gli esploratori inviati a verificare la fattibilità del progetto si resero conto che sarebbe stato impossibile attuarlo, principalmente per due motivi: la non-navigabilità del fiume Zambesi, che risultava praticamente impercorribile a causa delle cascate Vittoria poco oltre il Dito, e la continua espansione dei territori inglesi, che con la creazione del territorio della Rhodesia (attuali Zambia e Zimbabwe) non avrebbero più permesso ai tedeschi di collegare le proprie colonie. Nonostante questa situazione, i britannici non avevano perso il proprio interesse per la regione, tanto che nel 1908 proposero un nuovo scambio, ovvero la cessione ai tedeschi di una parte del Kalahari al fine di riottenere il Dito di Caprivi, richiesta che tuttavia non fu accettata. I tedeschi fecero una controproposta, chiedendo la cessione dell'enclave inglese di Walvis Bay in cambio del Dito di Caprivi, ma anche questo scambio non si concretizzò.
Il Dito di Caprivi divenne quindi di utilità nulla per il governo coloniale, e i tedeschi se ne disinteressarono del tutto per il quindicennio successivo, conducendovi saltuariamente piccole spedizioni militari per sterminare le popolazioni Herero e Nama. Negli anni successivi le autorità coloniali britanniche mossero numerose critiche e lamentele contro quelle tedesche, accusandole di inadeguatezza nella gestione del Dito, che in quegli anni divenne un rifugio per predoni e contrabbandieri, sia africani che europei. Solo nel 1904 vi si stabilì definitivamente il primo colono europeo, e non era un tedesco, bensì un commerciante britannico di nome Chalmers, che fondò una fattoria sull'isola di Impalila. Solo alla fine degli anni 1900, quando il contrabbando di bestiame malato transitante nel Dito e diretto nell'Africa del Sudovest cominciò a causare danni all'allevamento coloniale, il governo tedesco si interessò della sua amministrazione effettiva.
Il primo amministratore ufficiale del Dito, il capitano Kurt Streitwolf, fu nominato solo nel 1908, e per giungere fino allo Zambesi dovette passare per i territori inglesi tanto la zona era remota e inaccessibile; solo allora molti degli indigeni del luogo scoprirono di essere entrati a far parte della colonia tedesca tant'erano state scarse le comunicazioni fino a quel momento. L'amministrazione tedesca fu stabilita nel villaggio di Shuckmannsburg (odierna Luhonono, fondata in onore del politico Bruno von Schuckmann, governatore della colonia). Molti Lozi, guidati dal nuovo re Litia, non accettando il dominio tedesco e temendo future razzie nei propri confronti o peggio stragi come accaduto ad Herero e Nama, forse fomentati dai britannici rubarono buona parte del bestiame della regione e migrarono verso le colonie inglesi per non tornare più. L'esodo dei Lozi mise effettivamente fine al loro dominio sul Caprivi, e il Regno dei Barotse, gravemente danneggiato dalla perdita del Caprivi, sua principale regione agricola, si limitò quindi ad esistere nello Zambia, venendo poco dopo definitivamente assoggettato dai britannici; una forma di dominazione sociale simile al servaggio dei Lozi tuttavia sopravvisse nella società capriviana fino almeno a metà del XX secolo. Il governatore Streitwolf, poco tempo dopo la fuga dei Barotse, condusse una spedizione per verificare l'accessibilità dell'interno del Dito di Caprivi, certificandone la difficile praticabilità. A seguito delle divisioni coloniali, popolazioni come i Subia si ritrovarono divise tra più entità politiche e dovettero eleggere molti più capi tribali diversi.

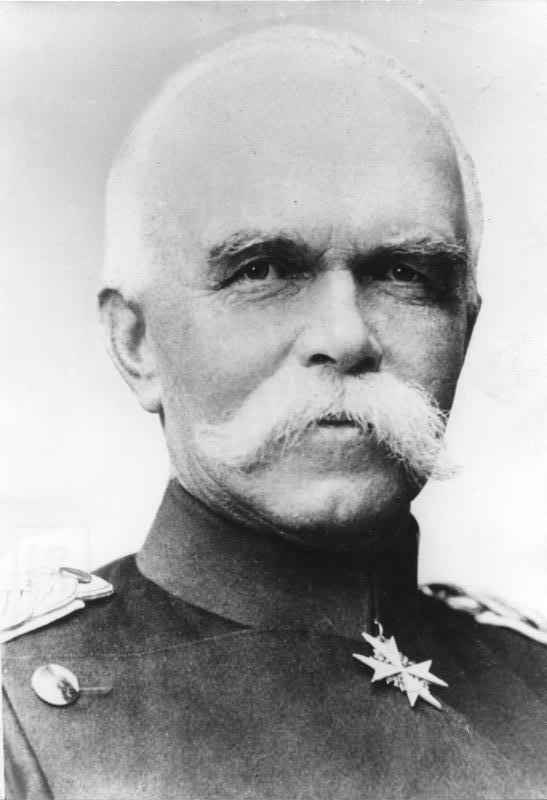
Il cancelliere tedesco Leo von Caprivi, da cui la regione prese il nome

Streitwolf adottò un approccio tollerante nei confronti dei nativi, cercando di governare con l'appoggio dei capi locali e di riportare i Lozi fuoriusciti nei territori tedeschi con varie concessioni, che tuttavia non riscontrarono particolare seguito. Sfruttando allora il risentimento delle altre popolazioni locali contro i Lozi, che per lungo tempo avevano esercitato il dominio sulla regione, creò un'amministrazione stabile e fedele a Berlino. Cercò anche di ripopolare il Caprivi con popolazioni alternative ai Lozi, riuscendo a far stabilire nella regione numerosi Subia e Mafwe, quest'ultimi una federazione di piccole tribù dalle origini incerte ed emersi per la prima volta in questo periodo. Streitwolf invece sfavorì la migrazione di coloni bianchi europei, per timore di destabilizzare il già fragile equilibrio sociale. Tentò anche di creare un'identità tribale unica per rompere i legami coi Lozi e controllare meglio i nativi, ma tale costrutto sociale ebbe vita breve e cessò di esistere alla metà del XX secolo. I locali dovevano lavorare a titolo gratuito per i tedeschi ogni volta che ce ne fosse stato bisogno, ma la tassazione imposta dai colonizzatori era comunque molto lassa.
Streitwolf rimase governatore del Caprivi fino al 1910, quando fu sostituito dal tenenti Hans Kaufmann e Viktor von Frankenberg, che dopo le sue riforme si occuparono di poco più che ordinaria amministrazione. Kaufmann fu governatore provvisorio nel 1910, poi von Frankenberg amministrò il Dito tra il 1910 e il 1913; Kaufmann tornò nel ruolo nel biennio 1913-14, venendo infine sostituito nuovamente da von Frankenberg, che fece appena in tempo a rientrare nel Caprivi prima che scoppiasse la prima guerra mondiale. L'autorità tedesca era comunque relativa, poiché i confini rimanevano labili e attraversabili del tutto liberamente. Dai capriviani il dominio tedesco è ricordato in maniera generalmente positiva, e non sono noti particolari soprusi compiuti nel periodo di effettivo controllo coloniale tra il 1909 e il 1914.

### Passaggio agli inglesi e al Sudafrica

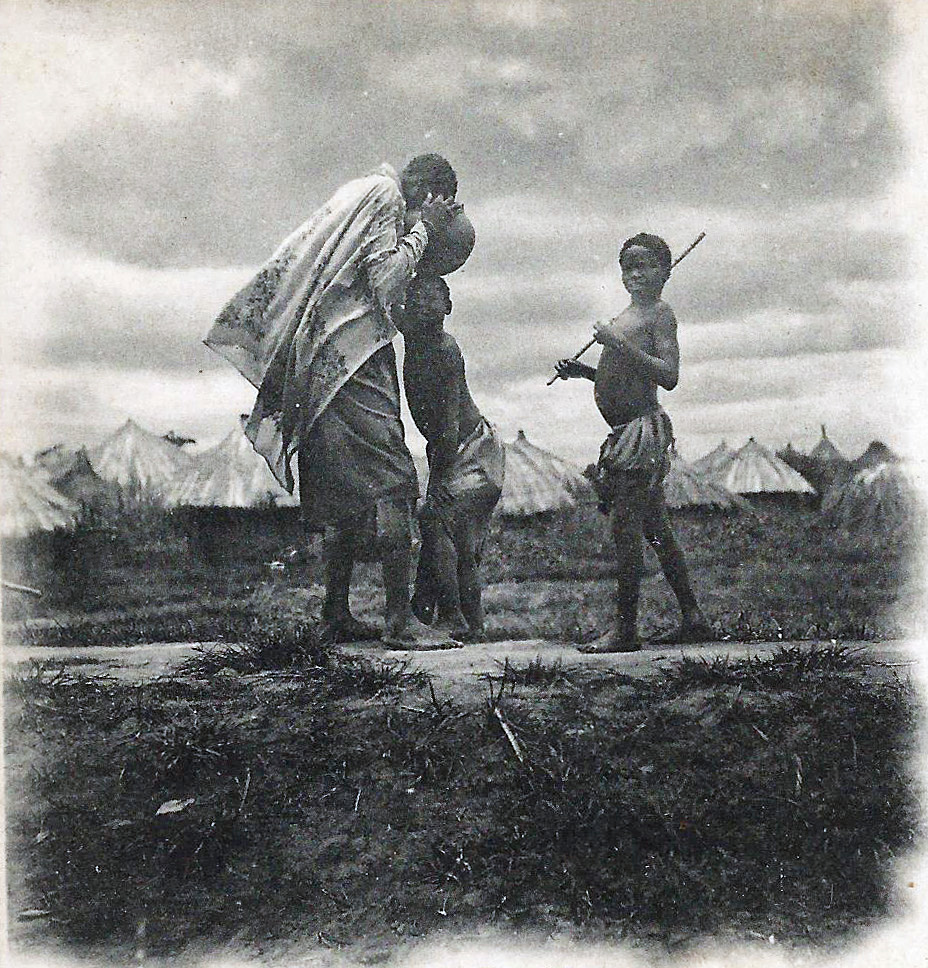
Abitanti di un villaggio Lozi all'inizio del XX secolo lungo lo Zambesi

#### Conquista e mandato britannico
Allo scoppio della prima guerra mondiale il Dito di Caprivi fu la prima zona sotto controllo tedesco ad essere persa dagli imperi centrali. Data la remotezza della colonia, la notizia dello scoppio del conflitto mondiale giunse con alcune settimane di ritardo, e un aneddoto molto diffuso a livello locale narra di come l'amministratore locale von Frankenberg fosse stato invitato a pranzo dal governatore inglese della Rhodesia, solo per essere preso prigioniero quando un servo portò la notizia della dichiarazione di guerra. In realtà si tratta di una leggenda, e l'agente tedesco si limitò a trattare la resa della regione non appena ebbe notizia dello scoppio della Grande Guerra. Con una veloce azione, le truppe coloniali inglesi del presidio di Sesheke attraversarono lo Zambesi e presero Schuckmannsburg, ottenendone la resa il 21 settembre 1914 e prendendo il controllo del Dito di Caprivi senza colpo ferire. Il Dito di Caprivi rimase sotto amministrazione militare britannica fino al 1921. A partire dal 1916 i britannici permisero ai fuoriusciti Lozi di rientrare gradualmente nel Dito di Caprivi; a livello amministrativo il territorio rimase sotto occupazione militare, con le truppe inglesi che si limitavano a mantenere l'ordine pubblico, mentre l'amministrazione civile era quasi del tutto inesistente, come anche la tassazione.
Anche dopo il passaggio dell'Africa del Sudovest dall'Impero tedesco all'Impero britannico nel 1918, i confini del Dito rimasero inalterati. Con la fondazione della Società delle Nazioni, fu brevemente discussa la proposta di concedere l'indipendenza al Caprivi per favorire la creazione di uno Stato etnico per i Lozi, ma il progetto fu scartato con decisione dalle autorità coloniali anche in seguito alle proteste delle altre etnie, che temevano un ritorno dell'oppressione sperimentata in passato sotto il dominio dei Lozi. Come inizialmente i tedeschi, anche i britannici dimostrarono un sostanziale disinteresse per l'amministrazione del Dito di Caprivi, che rimase quasi inesistente per i decenni successivi. Nel 1925 la regione fu colpita da un'inondazione particolarmente intensa ed estesa dello Zambesi, che causò ingenti danni alle già scarse infrastrutture. Piccole guerre di natura tribale continuarono a tenersi sporadicamente tra le varie etnie, nel sostanziale disinteresse delle autorità coloniali.
Il Dito di Caprivi fu amministrato dal Bechuanaland fino al 1929; tra il 1929 e il 1939 passò sotto il controllo dell'amministrazione sudafricana di Windhoek e poi infine all'Unione Sudafricana stessa, che lo annetté nel 1939. Nell'immediato primo dopoguerra il controllo coloniale della zona si limitava a due unici presidi di polizia, l'uno a Rundu e l'altro a Shuckmannsburg, e l'unico aspetto a cui le autorità mostravano interesse era l'occasionale riscossione delle tasse. Durante questo periodo fu effettuata la divisione politica del Dito di Caprivi in due regioni distinte, una occidentale e una orientale, che da allora si è sempre mantenuta. A livello economico i britannici cercarono di introdurre un sistema di tassazione più capillare, ma in seguito alla grande depressione e all'impoverimento di molte fasce di popolazione capriviana concessero delle agevolazioni fiscali durante gli anni 1930, nonostante la diffusa corruzione tra gli esattori delle tasse e l'obbligo per i soccorsi di lavorare gratuitamente per il governo. I britannici tentarono anche di istituire un sistema scolastico, ma data la scarsità di risorse materiali ed economiche della zona l'iniziativa presto naufragò. Gli anni sotto l'amministrazione del Bechuanaland sono comunque ricordati come abbastanza positivi dalla popolazione.
Nel 1929 il Bechuanaland cedette la propria giurisdizione sul Caprivi agli amministratori sudafricani della Namibia, che continuarono le politiche dei predecessori. A causa delle difficoltà logistiche per raggiungere il Caprivi orientale, i sudafricani spesso delegavano ai britannici l'amministrazione del Dito, col risultato che la lingua afrikaans non si diffuse mai nella zona, mentre l'inglese divenne predominante; a loro volta i britannici, come già i tedeschi, spesso lasciavano grande autonomia decisionale ai locali capi tribali, e scoraggiarono i bianchi dallo stabilirvisi perché la zona era ritenuta troppo povera e malsana. Una delle azioni governative di maggior rilievo del periodo fu la repressione del contrabbando di capi di bestiame, stroncato durante i primi anni 1930 con l'introduzione di severe leggi. I sudafricani tentarono anche di porre fine al seminomadismo diffuso soprattutto nel Caprivi occidentale, ma senza riuscirvi. Nel 1935 la capitale del Dito di Caprivi venne trasferita per opportunità logistiche da Schuckmannsburg a Katima Mulilo. L'economia capriviana, maggiormente regolamentata dai governanti britannici e sudafricani, cominciò a declinare: il commercio di bestiame e la caccia vennero molto limitati, portando a un impoverimento generale degli abitanti. Nel 1937 invece nella regione si diffuse una malattia respiratoria bovina che decimò la popolazione di capi di bestiame, portando l'economia locale a peggiorare ulteriormente. Un agente minerario inviato a studiare nuove opportunità di estrazione disse della regione che era il distretto più povero che avesse mai visto.

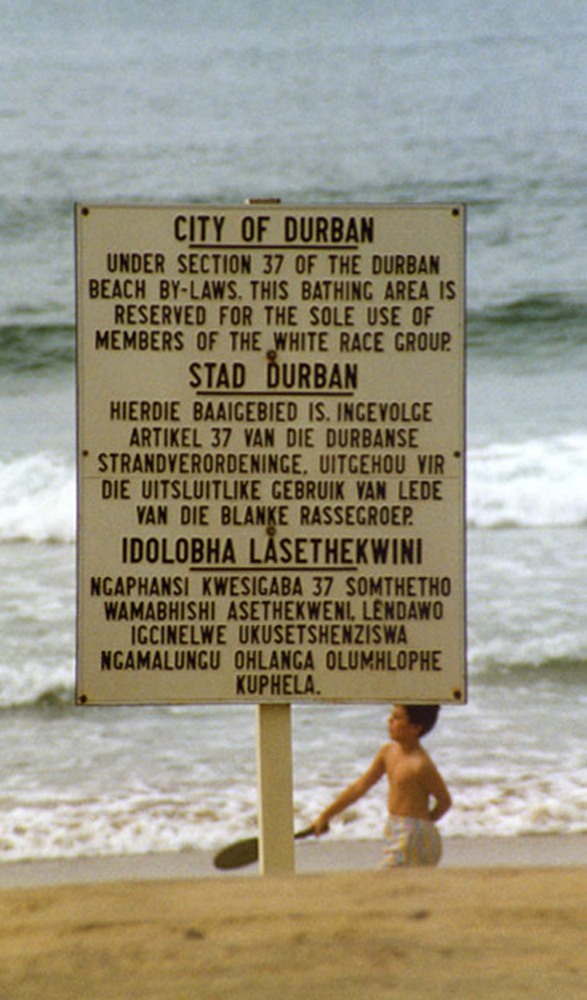
Benché implementato anche nel Dito di Caprivi, l'apartheid non vi riscontrò particolare applicazione né seguito nemmeno tra la popolazione bianca

#### In Sudafrica: l'apartheid e i bantustan
Il 31 luglio 1939, tramite apposito decreto, l'Unione Sudafricana annesse il territorio del Dito di Caprivi, fino ad allora rimasto sotto amministrazione britannica più o meno diretta. Benché di importanza marginale, l'annessione del Dito di Caprivi al Sudafrica causò le proteste delle potenze dell'Asse e si andò a collocare tra le numerose importanti variazioni forzose di territorio che, nella seconda metà degli anni 1930, contribuirono ad esacerbare le tensioni internazionali e a condurre alla seconda guerra mondiale. Oltre che dai giornali fascisti e nazisti, l'annessione del Dito fu criticata anche da vari quotidiani sudafricani, che ne lamentarono la natura affrettata e poco trasparente. Almeno inizialmente comunque i nuovi amministratori sudafricani non alterarono in maniera significativa la gestione del Dito, che rimase pressoché immutata. Il maggiore Lisle Trollope fu nominato nuovo magistrato e commissario del Caprivi, rimanendo ad amministrare la regione fino al 1953, lasciando un buon grado di autonomia ai locali. Gli appunti e i rapporti di Trollope furono tra i primi testi di approfondimento sulla regione, catalogandone con precisione caratteristiche e confini.
Dopo lo scoppio del conflitto il Dito di Caprivi passò sotto la temporanea amministrazione della Rhodesia Settentrionale, il cui avamposto di Sesheke era proprio di fronte a Katima Mulilo oltre lo Zambesi, ma nella zona non si registrarono azioni belliche durante gli anni della guerra, a parte occasionali tensioni tra gli amministratori coloniali e i capi tribali capriviani. Durante il conflitto il Dito di Caprivi ospitò numerosi campi d'addestramento d'aeronautica, tanto che alla fine della guerra vi risultavano formati più di 33 000 piloti britannici e sudafricani. Nel 1945 l'Ordine dei frati minori cappuccini giunse per la prima volta nel Dito di Caprivi, rifondando il sistema scolastico e rendendolo nuovamente funzionante nel giro di un quindicennio. I cappuccini migliorarono anche il sistema sanitario capriviano, rilevando l'unica clinica medica di Katima Mulilo e trasformandola in un vero e proprio ospedale. Nonostante fosse una zona di confine, la circolazione verso i territori adiacenti era praticamente libera e incontrollata, ed era frequente che i residenti si recassero per motivi medici e d'istruzione fuori dal Dito, e che viceversa gli abitanti delle altre colonie sconfinassero a Katima Mulilo. Inoltre ai Lozi abitanti della Rhodesia veniva ufficialmente permesso di utilizzare a fini agricoli una striscia di territorio lungo lo Zambesi capriviano. Tra il 1947 e il 1952 vi fu una nuova moria di bestiame, che coinvolse anche le popolazioni di cavalli e pecore, danneggiando fortemente l'allevamento capriviano.
Nel dopoguerra le autorità sudafricane cominciarono a implementare l'apartheid anche nel Dito di Caprivi, dove venne quindi istituita una rigida divisione tra individui bianchi e neri in ogni ambito della vita sociale. L'apartheid capriviano fu comunque molto meno severo e rigoroso rispetto a quello del resto dell'Unione, sia per la difficoltà del governo sudafricano nell'amministrare la remota regione che per la riluttanza dei pochi bianchi residenti in zona ad applicare tale politica totalizzante e contraria ai loro interessi. Il commissario Trollope, contrario all'apartheid, fu quindi rimosso e sostituito con altri funzionari favorevoli. Ciò causò il malcontento degli abitanti africani, che dalla fine degli anni 1950, persa la propria autonomia di fatto, cominciarono a supportare i nascenti movimenti indipendentisti come il CANU (Caprivi African National Union). I sudafricani risposero militarizzando il Dito di Caprivi e inviandovi nutriti contingenti militari. Negli anni 1960 molte zone del Dito furono dichiarate parchi naturali, e una vasta porzione del Caprivi occidentale resa di esclusivo uso dell'esercito sudafricano. Già dagli anni 1940 i sudafricani avevano implementato varie riforme per lasciare un'apparente e parziale autonomia ai capi tribali; infine, per cercare di disunire la popolazione locale, prima il governo sudafricano tentò di privilegiare i San, poi negli anni 1970 divise il Dito nei due bantustan dei Kavangoland e del Caprivi Orientale, due Stati fantoccio creati per concedere un'indipendenza apparente ai locali. I bantustan furono simbolicamente affidati alla guida dei locali capi tribali, al fine di minare il sostegno della popolazione a nazionalisti e indipendentisti africani.

Bandiera del bantustan del Caprivi Orientale

#### La guerra d'indipendenza namibiana
Come il resto della colonia, anche il Dito di Caprivi fu teatro della guerra di indipendenza namibiana, conflitto latente protrattosi dagli anni '60 fino all'indipendenza della Namibia nel 1990. Il Dito si prestava molto bene alle azioni belliche degli indipendentisti namibiani, che potevano colpire con relativa impunità le forze governative presenti a Katima Mulilo per poi rifugiarsi nell'impervio interno della regione oppure appena oltre i confini in Zambia o Angola, conducendo così un'efficace e continuata guerriglia. Dall'altra parte, i sudafricani risposero con azioni militari spesso cruente e arruolarono una milizia San, sfruttando anche l'ondata di rifugiati originatasi dal vicino Angola in piena guerra d'indipendenza.
Il 18 maggio 1967, lungo le rive dello Zambesi, avvenne uno scontro a fuoco tra ribelli namibiani e polizia sudafricana, nel quale rimase ucciso Tobias Hainyeko, uno dei principali capi indipendentisti dell'epoca. Nel 1968, anno particolarmente cruento, i ribelli condussero imponenti incursioni del Dito di Caprivi, tuttavia respinte con perdite considerevoli da parte loro. Come rappresaglia i sudafricani presero di mira la popolazione civile, compiendo in almeno un caso eccidi di interi villaggi nativi come avvenne nel massacro di Singalamwe dell'ottobre 1968, dove almeno 63 persone furono uccise dalle bombe e dalle baionette governative. Nei primi anni '70 i ribelli condussero un'intensa guerriglia contro l'esercito, colpendolo di frequente con attentati e imboscate. Il 23 agosto 1978 invece le milizie namibiane, col sostegno dell'esercito dello Zambia, bombardarono Katima Mulilo a colpi di mortaio, causando 10 morti e 10 feriti tra i sudafricani, che temporaneamente si ritirarono subendo imboscate da parte dei ribelli. Come ritorsione, l'anno successivo i sudafricani sconfinarono in Zambia, occupando temporaneamente un tratto di territorio a ridosso dello Zambesi. L'intensificarsi del conflitto nel Dito portò Katima Mulilo ad essere pesantemente fortificata, con la costruzione di bunker sia per bianchi che per neri per ripararsi dagli attacchi ribelli. Tra il 1989 e il 1990 il Dito di Caprivi ospitò un distaccamento di truppe dell'ONU, in loco per assicurarsi che la zona passasse dal controllo sudafricano a quello namibiano senza incidenti.
Durante gli anni del conflitto a bassa intensità l'economia del Dito di Caprivi continuò a rimanere abbastanza depressa, con una significativa porzione di popolazione che stagionalmente migrava nel resto dell'Unione Sudafricana oppure nelle vicine Rhodesia e Botswana per motivi di lavoro. Un parziale miglioramento vi fu nel 1964, quando l'indipendenza del vicino Zambia causò un esodo di africani nel Dito di Caprivi, che vide aumentare drasticamente la propria popolazione e quindi l'afflusso di denaro.

### Storia recente

#### Disputa territoriale tra Namibia e Botswana
Data la sua posizione geografica, fin dalla sua indipendenza nel 1966 il Botswana avanzò pretese territoriali sul Dito di Caprivi. Soprattutto una porzione del confine meridionale del Dito è stata per anni al centro di una disputa territoriale tra la Namibia e il Botswana, finita davanti alla Corte internazionale di giustizia. Entrambi gli Stati rivendicavano la sovranità su un'isola del fiume Cuando, il più grande degli affluenti occidentali dello Zambesi, riconosciuta con il nome di Kasikili dalla Namibia e con quello di Sedudu dal Botswana. Il governo di Gaborone considerava l'isola parte integrante del Parco nazionale del Chobe, anche sulla base delle ricerche del commissario coloniale Trollope che attribuiva la zona all'ex-Bechuanaland, mentre quello di Windhoek sosteneva che l'isola gli spettasse non solo di diritto, sulla base di quanto stabilito dal trattato di Helgoland-Zanzibar, ma anche per consuetudine, dato che da generazioni gli abitanti di etnia Subia del Dito la usavano come terreno arabile, pascolo stagionale e luogo di sepoltura. Nel 1992 era stata formata una commissione mista tra funzionari dei due Paesi per cercare di arrivare a un accordo; come riferimento fu sempre preso il trattato di Helgoland-Zanzibar, ma lo sforzo non ebbe infine successo.

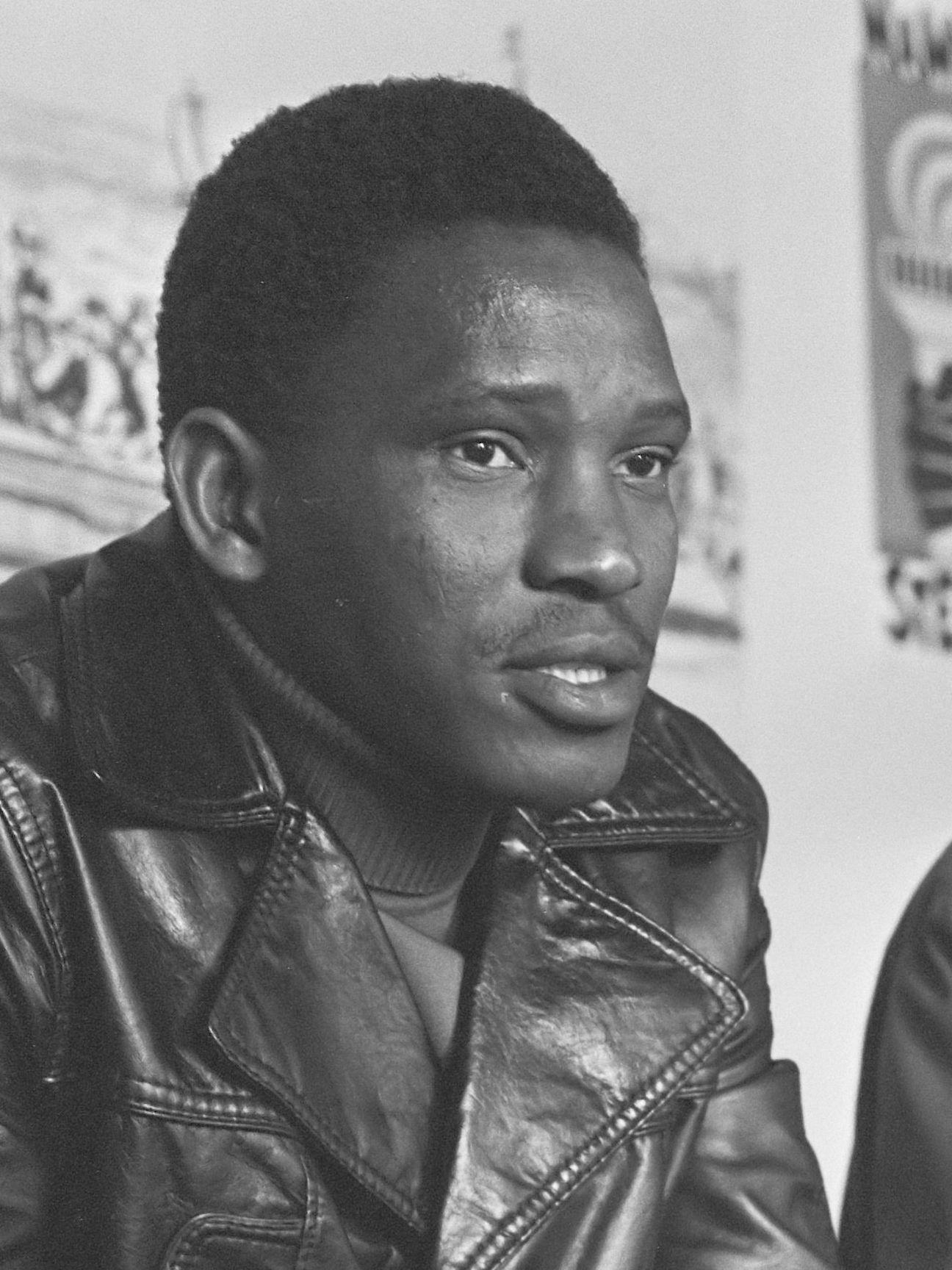
Mishake Muyongo, capo della lotta armata per l'indipendenza del Caprivi

I due Stati ricorsero congiuntamente alla Corte internazionale il 29 maggio 1996, cercando di risolvere la controversia per vie legali. Il motivo principale della controversia era la vaghezza del trattato di Helgoland-Zanzibar, che stabiliva il confine tra le allora colonie tedesche e inglesi (e in seguito quindi tra Namibia e Botswana) a metà del corso principale del Cuando, che tuttavia era difficile da determinare con certezza a causa delle frequenti inondazioni e dei cambiamenti del letto del fiume. Il 13 dicembre 1999 la Corte internazionale di giustizia stabilì che il letto principale del fiume Cuando, che segna il fondovalle e dunque il confine, si trovava a nord dell'isola, assegnandone quindi al Botswana la sovranità in quanto Stato più meridionale. L'uso sporadico da parte delle popolazioni capriviane non è quindi stato preso in considerazione dalla Corte, la quale ha deliberato che esso non è mai equivalso a un esercizio di sovranità da parte delle autorità coloniali tedesche prima e namibiane poi. I governi della Namibia e del Botswana hanno comunque poco dopo dichiarato che la navigazione rimarrà libera sia sul Cuando che attorno all'isola di Sedudu/Kasikili, favorendo così una pacifica convivenza tra gli abitanti dei due Paesi.

#### Conflitto del Caprivi
Dopo l'indipendenza della Namibia nel 1990, la regione del Dito cominciò a diventare teatro di scontri e conflitti armati sempre più accesi tra i militari fedeli al governo di Windhoek e le bande che invece sostenevano l'indipendenza di uno Stato di Caprivi fedeli alla Caprivi Liberation Army (CLA). Vi fu per alcuni anni anche un conflitto etnico tra i Mafwe e le restanti etnie del Dito di Caprivi.
Nel 1998 Mishake Muyongo, importante politico namibiano nativo di Linyanti e vicepresidente dell'Organizzazione Popolare dell'Africa del Sud-Ovest, partito che dall'indipendenza detiene il potere in Namibia, entrò in disaccordo col presidente namibiano Sam Nujoma, e cominciò a sostenere pubblicamente gli indipendentisti capriviani. Ormai in aspro contrasto con Nujoma, Muyongo rientrò nella sua terra d'origine ed entrò a far parte della Caprivi Liberation Army, dando una decisa svolta al conflitto fino ad allora a bassa intensità e facendosi campione dell'autodeterminazione del popolo Lozi.

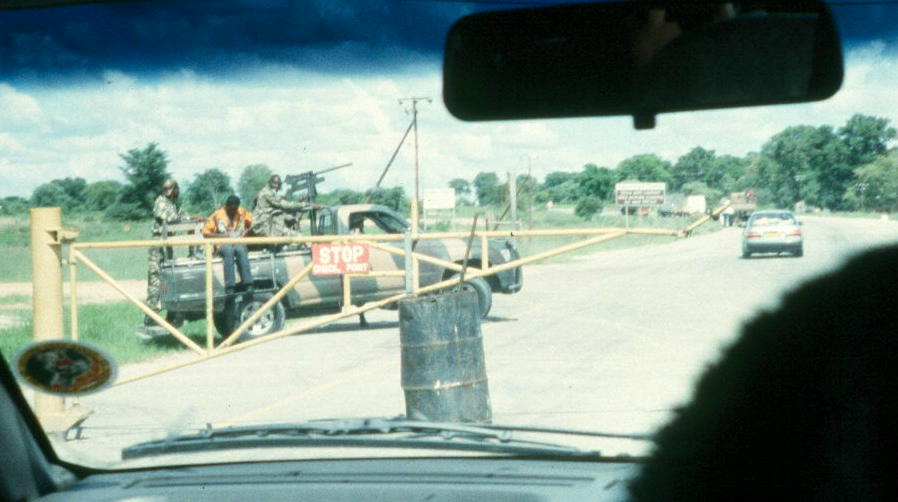
Posto di blocco dell'esercito namibiano a Divundu durante il conflitto del Caprivi

Il picco del conflitto del Caprivi fu raggiunto nel 1999, quando il CLA, riorganizzato come una vera e propria forza militare grazie alla guida di Muyongo, tentò effettivamente di prendere il controllo del Dito. Il 2 agosto 1999 le milizie del CLA tentarono la loro azione più ambiziosa attaccando Katima Mulilo, ma dopo ore di intensi combattimenti furono respinte dal maggiormente coeso esercito namibiano. La sconfitta di Katima Mulilo fu determinante per l'andamento del conflitto, e da allora il CLA non fu più in grado di condurre azioni militari di grande entità.
Contemporaneamente tuttavia il presidente Nujoma si era intromesso nella guerra civile in Angola, supportando il governo angolano di José Eduardo dos Santos contro le milizie ribelli dell'UNITA, scatenando per questo le rappresaglie dei miliziani che cominciarono a condurre spedizioni punitive nella Namibia settentrionale, e quindi anche nel Caprivi. Tra la fine degli anni 1990 e l'inizio degli anni 2000 c'è quindi stato un esodo di rifugiati dal Dito di Caprivi verso il più sicuro Botswana. Il Dito di Caprivi rimase zona di guerra fino al 2002, quando infine il CLA aveva quasi cessato del tutto le proprie attività e la guerra civile in Angola era giunta al termine. A seguito della resa di molti ex-secessionisti, il governo namibiano imbastì contro di loro un processo per alto tradimento, cominciato nel 2004 ma che si trascinò molto a rilento, tanto che era in corso ancora nel 2018.

#### Ultimi anni
Nel XXI secolo è emersa la forte volontà da parte dei namibiani di emanciparsi dal passato coloniale del proprio Paese, segnatamente dalle atrocità perpetrate dai tedeschi come il genocidio degli Herero e dei Nama, svoltosi anche della regione del Dito e che portò alla morte decine di migliaia di indigeni africani. La regione di Caprivi, il cui nome richiamava troppo il dominio tedesco, fu quindi ribattezzata "regione dello Zambesi", e l'utilizzo del termine "Caprivi" ufficialmente abbandonato dalle autorità, anche se rimane di uso comune presso la popolazione (anche per motivi identitari e nazionalistici). Anche molti altri luoghi e insediamenti della Namibia videro una ridenominazione, e tra essi l'antico capoluogo del Dito Shuckmannsburg, ribattezzato Luhonono.

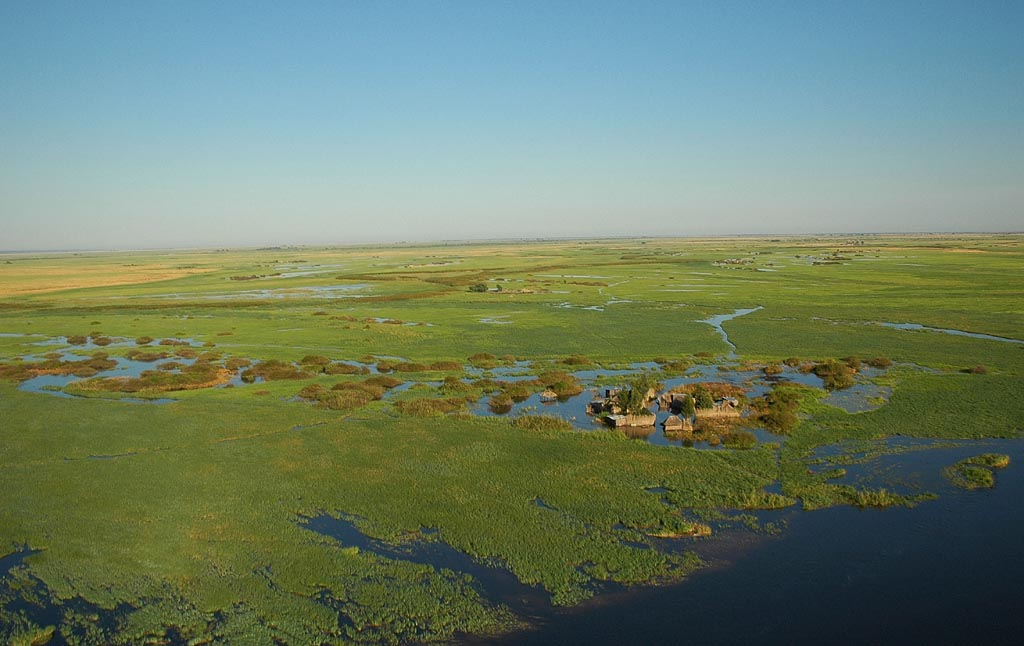
Un villaggio su una pianura del Dito semi-sommersa dopo un'alluvione; data la grande presenza di corsi d'acqua, le esondazioni sono molto frequenti nella regione

## Geografia antropica

### Evoluzione demografica
La popolazione capriviana è sempre stata di entità fluttuante, e i pur numerosi censimenti condotti a partire dai primi anni del XX secolo sono spesso stati informali o comunque altrimenti imprecisi. Il primo a condurre un censimento fu l'agente tedesco F. Seiner, che nel 1905 stimò gli abitanti del Caprivi in circa 4200 individui. In seguito il governatore Streitwolf effettuò nuove stime, ottenendo una consistenza demografica oscillante tra i 9 000 e i 10 000 abitanti, in aumento a seguito delle sue riforme. Durante le guerre mondiali non furono effettuati censimenti, ma a parte esodi nei periodi adiacenti ai conflitti la popolazione si mantenne stabile. Dopo la seconda guerra mondiale il Dito sperimentò una rapida crescita del numero di abitanti, mai fermatasi da allora, salvo che per la durata del conflitto del Caprivi.
Abitanti del Dito di Caprivi secondo i censimenti condotti

### Urbanizzazione
Dato il basso grado di sviluppo della regione e l'assenza di importanti vie di comunicazione, il Dito di Caprivi è poco urbanizzato, con solo alcune decine di villaggi e poche cittadine stabilite sul proprio territorio. Il centro principale del Dito è la città di Katima Mulilo, che sorge nella parte orientale sulle rive dello Zambesi.
Nella parte occidentale si trova il distretto di Mukwe, unica parte del Kavango Orientale compresa nel Dito, dove non sono presenti vere e proprie città, ma la popolazione vive dispersa in vari villaggi. Lo spopolamento del Dito di Caprivi occidentale è dovuto in parte anche ai ricollocamenti forzati dei popoli San e Mbukushu che interessarono la zona a partire dagli anni 1930.

### Etnie
Nella regione del Kavango Orientale, posta nella parte occidentale del Dito, abitano prevalentemente etnie come i San e i Subia. Sono presenti anche alcune tribù minori dei Lozi come gli Mbukushu. Sono presenti anche alcune piccole popolazioni nate dall'unione di gruppi San e Lozi, come Yeyi e Kxoé.

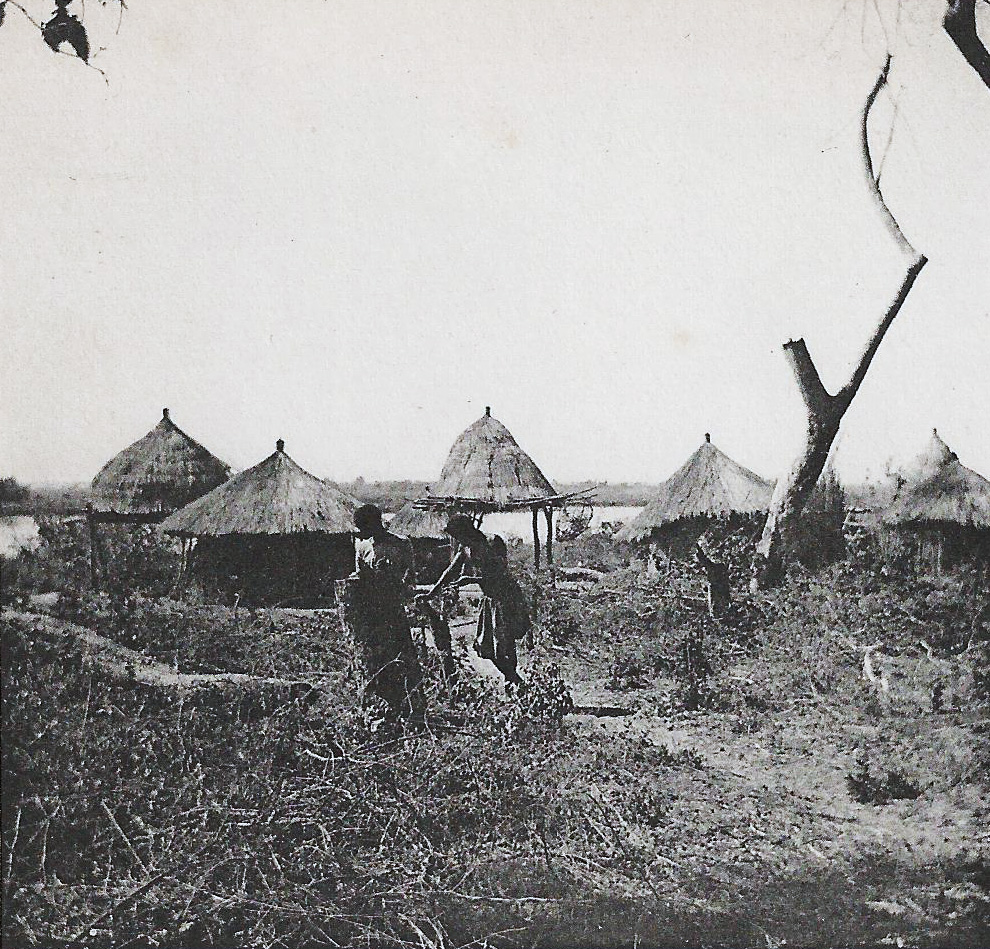
Un villaggio dei Subia all'inizio del XX secolo

Nella regione dello Zambesi, la più orientale del Dito e quindi la più periferica della Namibia, prevale l'etnia dei Lozi. È presente anche una significativa popolazione Subia, assieme ai sottogruppi Fwe e Totela nati da parziali fusioni coi Lozi. I Mafwe, stabilitisi nella regione durante il dominio tedesco, nel XXI secolo sono in netto calo a causa dell'emigrazione verso altre zone più economicamente prospere della Namibia, e si stanno a loro volta dividendo in vari sottogruppi come i Mayeyi e i Mayuni. Esistono anche piccole comunità di Tswana e Ndebele.
Durante il dominio coloniale furono pochi gli stranieri a stabilirsi nel Dito di Caprivi, e storicamente le autorità sudafricane hanno scoraggiato i bianchi dal trasferirvisi, non considerandola una terra ospitale, né sfruttabile né redditizia. Ciò è quindi risultato in una pressoché totale assenza nella regione di un elemento etnico che non sia di origine africana.

### Lingue
A livello ufficiale l'idioma principale è l'inglese, retaggio del dominio coloniale, mentre il tedesco non si diffuse mai capillarmente e scomparve poco dopo l'occupazione del Dito da parte dei britannici. A causa del passato dominio dei Lozi, la lingua lozi è ancora molto diffusa nella regione come lingua franca. Tra le popolazioni autoctone invece, soprattutto nel Caprivi orientale, sono diffuse in maniera eterogenea lingue khoisan, lingue bantù (tipiche dei Lozi) e lingue sotho (caratteristiche dei Makololo). Nel Caprivi occidentale si parlano prevalentemente lingue khoisan, riconoscibili dall'utilizzo delle consonanti clic.

### Religioni
Nel Dito di Caprivi la religione prevalente è il cristianesimo, ma sono ancora praticate in forma minoritaria le credenze animiste tradizionali delle varie etnie capriviane.

### Identità nazionale
Data la sua bassa accessibilità dal resto della Namibia e in generale dal resto dell'Africa meridionale, fin dai tempi antichi le popolazioni del Dito di Caprivi hanno manifestato unicità socioculturali che hanno portato a una certa diversità rispetto ai vicini, e quindi alla volontà di costituire uno Stato autonomo. Tale volontà sfociò negli anni 1990 nel conflitto del Caprivi contro il governo namibiano. Secondo alcuni storici anche l'istituzione dei bantustan durante il dominio sudafricano, nonostante fosse motivata da ideologie segregazioniste e razziali, andò paradossalmente a rafforzare l'identità distinta dei capriviani rispetto al resto dei namibiani, così come quelle delle diverse componenti etniche della regione.
A livello etnico persistono comunque importanti divisioni tra i locali, che in passato hanno portato anche a scontri armati tra le varie popolazioni capriviane. In particolare è da segnalare la rivalità storica tra i Lozi e le altre popolazioni, e poi tra Mafwe e Subia e San e Mbukushu.

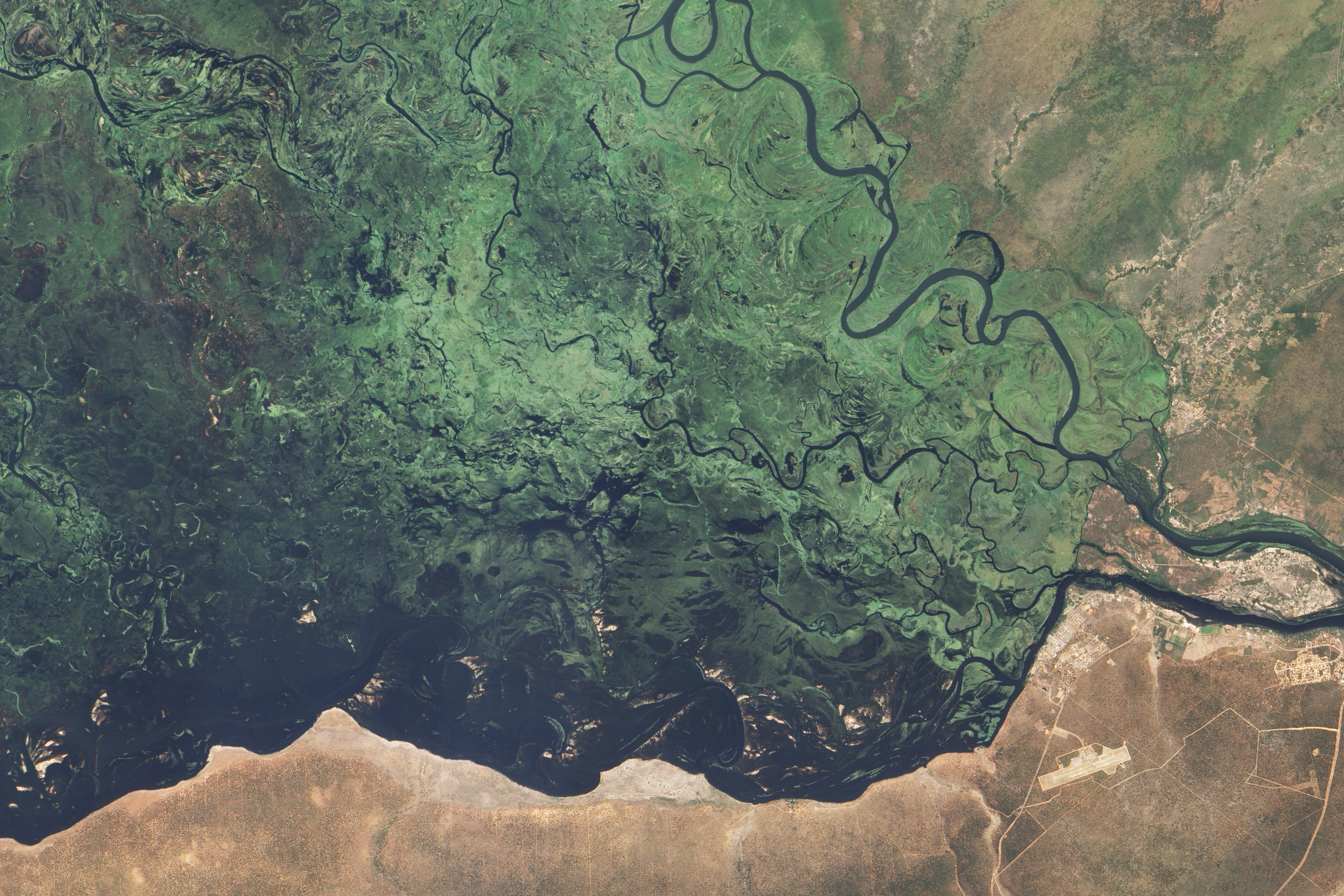
Foto satellitare della pianura alluvionale dello Zambesi; a destra è riconoscibile l'isola di Impalila, alla confluenza tra Zambesi e Cuando, unico terreno solido dell'estremità orientale della regione

## Economia

### Sussistenza
Il Dito di Caprivi, complici anche le scarse vie di comunicazione, è ancora oggi assai povero e sottosviluppato, e l'economia locale si basa prevalentemente su allevamento, agricoltura e caccia. Alcune fasce della popolazione, soprattutto tra i San più poveri, praticano ancora una forma di nomadismo, favorita anche dalle frequenti esondazioni dello Zambesi, che rendono difficoltoso abitare stabilmente sulle sue rive. In alcuni villaggi tra i più primitivi l'economia è tuttora sostenuta dalle attività dei cacciatori-raccoglitori.
Praticata è anche la pesca, soprattutto nei corsi d'acqua più grandi e nel lago Lyambezi, specchio d'acqua stagionale che si forma nel Caprivi sudorientale durante le piene del fiume Cuando e che spesso inonda anche aree del Botswana.

### Turismo
Soprattutto dopo la fine del conflitto del Caprivi, il Dito è una delle regioni namibiane più visitate. La principale attività turistica nella zona sono i safari naturalistici che permettono di osservare gli animali nei parchi nazionali di Nkasa Rupara, di Mudumu e del Bwabwata. Data la loro grande presenza, anche l'osservazione degli uccelli è una delle attività turistiche maggiormente praticate nella regione.
Meta turistica molto frequentata è anche l'isola di Impalila, punto più orientale della Namibia, che dispone di alcuni lodge e un aeroporto privato. La stagione secca (indicativamente da maggio ad agosto) è considerata il periodo migliore per visitare il Dito di Caprivi.

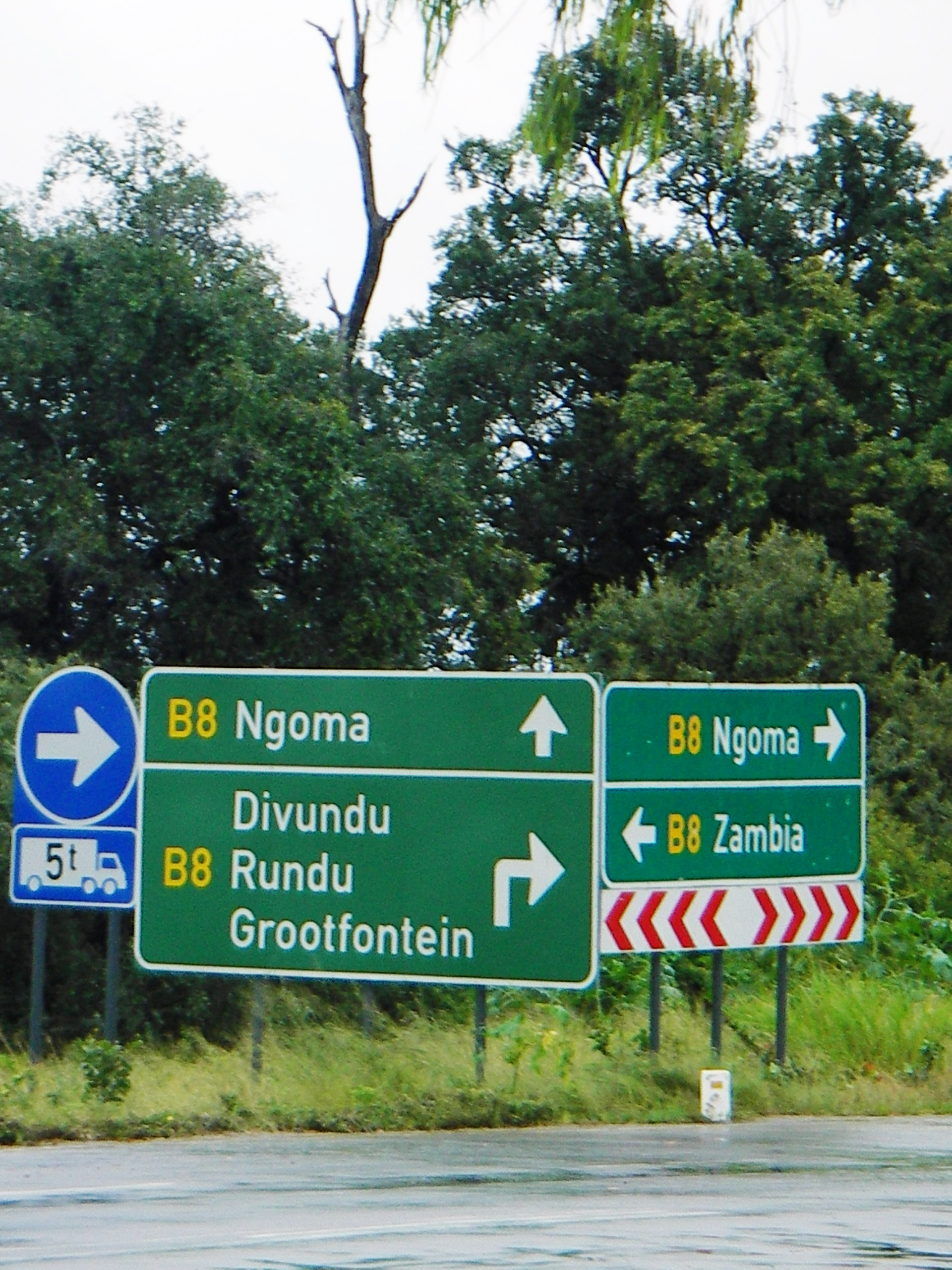
Indicazioni per le località del Dito di Caprivi all'inizio dell'autostrada B8, unica via di accesso terrestre alla zona

## Infrastrutture e trasporti
Data la sua conformazione che ignora gli elementi geografici del territorio, il Dito di Caprivi è estremamente difficoltoso da percorrere via terra. In particolare il territorio posto tra i fiumi Okavango e Cuando è di natura impervia, essendo costituito principalmente da savana desertica, paludi, dense macchie di foresta e letti sabbiosi; nessuna strada lo attraversa, e solo pochi tracciati sterrati possono essere seguiti da mezzi adeguatamente equipaggiati. Una parziale agevolazione è fornita dai canali degli omiramba, le valli fluviali fossili che a tratti sono abbastanza regolari da essere percorribili con mezzi a motore.
Il principale asse stradale della regione rimane la Golden Highway (B8), autostrada asfaltata che collega Rundu a Katima Mulilo passando per il crocevia di Divundu, che funge anche da accesso al Parco nazionale del Bwabwata. Il Dito di Caprivi possiede anche l'aeroporto di Katima Mulilo, che tuttavia è di piccole dimensioni e in grado di sostenere un traffico annuo di passeggeri assai ridotto. Le tratte in autobus tra Windhoek e Katima Mulilo sono invece regolari.
Davanti alla punta di Impalila, nel breve tratto di confine tra Botswana e Zambia, corre il ponte di Kazungula, aperto al traffico stradale dal 2021, che tuttavia non serve né la Namibia né il vicino Zimbabwe.

### Annotazioni
1. ↑  I Lozi possiedono numerosi nomi alternativi (es. Barotse, Aluyi, Lewanika) utilizzabili in maniera interscambiabile. Cfr. Kangumu 2008.
2. ↑  Il padre di Muyongo, Simeon, era perito nel massacro di Singalamwe del 1968, rendendolo profondamente motivato nella sua lotta. Cfr. Kangumu 2008, p. 288.
3. ↑  Come ammesso anche da Sam Nujoma il CANU, di cui Muyongo era presidente, era affiliato allo SWAPO ma di fatto indipendente per i difficili contatti tra Windhoek e il Caprivi. Cfr. Kangumu 2015, p. 156.

### Riferimenti
1. ↑   Caprivi, Dito di-, in Sapere.it, De Agostini.
2. 1 2 3 4 5 6 7 8 9 10 11 12 13 14 15 16 17 18  Marcarini 2021, p. 166.
3. 1 2 3 4 5 6 7 8 9  Dizionario di storia.
4. 1 2 3 4 5 6 7 8 9 10 11 12 13 14 15 16 17 18 19 20 21 22 23 24 25 26  (EN) Caprivi Strip, su britannica.com.
5. 1 2 3 4 5 6 7 8 9 10 11 12 13   Il Dito di Caprivi, su globalgeografia.com.
6. 1 2 3 4 5 6 7 8 9 10 11 12 13  Lonely Planet 2018, cap. La forma del passato.
7. 1 2 3 4  Lloyd 2010, p. 71.
8. 1 2 3 4 5 6 7 8 9 10 11 12  (DE) DIAMIR, Sambesi Region (Caprivi-Zipfel), su namibia.de.
9. ↑  Lloyd 2010, p. 70.
10. 1 2 3 4 5 6 7   Marco Trovato, Namibia, il Dito di Caprivi, su africarivista.it, 27 luglio 2018.
11. 1 2 3 4 5 6 7  Lonely Planet 2018, cap. Caprivi Strip.
12. ↑  Lonely Planet 2018, cap. Khaudum National Park.
13. 1 2 3 4 5 6  (DE) Namibia Experience, Der Caprivi - Namibia, aber ganz anders, su namibiaexperience.com.
14. 1 2  Kangumu 2008, p. 14.
15. 1 2  Lonely Planet 2018, cap. Regione del Kavango.
16. 1 2  Lonely Planet 2018, cap. Tsumkwe.
17. 1 2 3 4 5 6  Shamukuni 1972, p. 173.
18. 1 2 3 4 5 6  Lonely Planet 2018, cap. Bwabwata National Park.
19. ↑  Kangumu 2011, p. 102.
20. ↑  Lonely Planet 2018, cap. Mudumu National Park.
21. 1 2 3 4 5 6 7 8 9 10 11  Lloyd 2010, p. 73.
22. ↑  Kangumu 2008, p. 54.
23. 1 2 3 4 5 6 7 8 9 10  Kangumu 2015, p. 149.
24. ↑  Shamukuni 1972, pp. 163-164.
25. ↑  Flint 2003, p. 398.
26. ↑  Shamukuni 1972, p. 161.
27. ↑  Flint 2003, pp. 393-397.
28. 1 2 3 4  Lloyd 2010, p. 72.
29. ↑  Lloyd 2010, pp. 72-73.
30. ↑  Flint 2003, p. 397.
31. 1 2 3 4  Flint 2003, p. 402.
32. 1 2 3 4  Flint 2003, p. 401.
33. ↑  Flint 2003, p. 399.
34. ↑  Shamukuni 1972, pp. 166-167.
35. ↑  Flint 2003, pp. 400-401.
36. ↑  Kangumu 2008, p. 172.
37. 1 2 3  Flint 2003, p. 403.
38. ↑  Kangumu 2011, p. 240.
39. 1 2 3 4  Kangumu 2011, p. 48.
40. ↑  Kangumu 2008, p. 80.
41. 1 2  Kangumu 2011, p. 49.
42. ↑  Kangumu 2011, pp. 49-50.
43. 1 2  Flint 2003, p. 404.
44. 1 2  Kangumu 2008, p. 65.
45. 1 2 3  Flint 2003, p. 405.
46. ↑  Kangumu 2008, p. 55.
47. ↑  Shamukuni 1972, p. 174.
48. ↑  Taylor 2009, p. 421.
49. 1 2  Shamukuni 1972, p. 177.
50. 1 2 3  Kangumu 2011, p. 239.
51. ↑  Kangumu 2011, p. 52.
52. 1 2  Kangumu 2008, p. 15.
53. ↑  Flint 2003, p. 406.
54. ↑  Flint 2003, pp. 407-408.
55. ↑  Flint 2003, pp. 408-409.
56. ↑  Flint 2003, p. 409.
57. ↑  Flint 2003, p. 410.
58. 1 2 3  Kangumu 2011, p. 56.
59. ↑  Kangumu 2008, p. 76.
60. 1 2 3  Flint 2003, p. 413.
61. 1 2  Kangumu 2011, p. 61.
62. 1 2  Lloyd 2010, pp. 78-79.
63. ↑  Kangumu 2011, p. 58.
64. 1 2 3 4 5 6 7 8  Lloyd 2010, p. 79.
65. 1 2  Lloyd 2010, p. 85.
66. ↑  Kangumu 2011, p. 63.
67. ↑  Kangumu 2008, p. 81.
68. 1 2 3  Flint 2003, p. 414.
69. ↑  Kangumu 2011, p. 64.
70. ↑  Flint 2003, p. 411.
71. ↑  Taylor 2009, pp. 421-422.
72. ↑  Flint 2003, p. 415.
73. 1 2  Kangumu 2011, p. 67.
74. ↑  Flint 2003, pp. 415-416.
75. ↑  Kangumu 2011, p. 68.
76. 1 2 3  Kangumu 2011, p. 69.
77. ↑  Kangumu 2008, pp. 69-70.
78. ↑  Flint 2003, p. 416.
79. 1 2  Kangumu 2011, p. 85.
80. 1 2 3  Kangumu 2008, p. 103.
81. 1 2 3 4 5 6  Gewald 2012, p. 83.
82. 1 2 3 4  Lloyd 2010, p. 80.
83. 1 2 3 4 5 6  Kangumu 2011, p. 72.
84. ↑  Kangumu 2011, p. 74.
85. ↑  Flint 2003, pp. 416-417.
86. ↑  Kangumu 2011, pp. 72-73.
87. 1 2  Lloyd 2010, p. 81.
88. 1 2 3  Flint 2003, p. 417.
89. ↑  Kangumu 2008, p. 109.
90. ↑  Taylor 2009, p. 422.
91. ↑  Kangumu 2011, p. 77.
92. ↑  Kangumu 2011, p. 79.
93. ↑  Lloyd 2010, pp. 81-82.
94. 1 2 3  Kangumu 2011, p. 86.
95. ↑  Kangumu 2008, pp. 120-121.
96. ↑  Kangumu 2008, p. 244.
97. 1 2  Taylor 2009, p. 424.
98. ↑  Kangumu 2008, pp. 112-113.
99. 1 2  Lloyd 2010, p. 82.
100. 1 2 3 4  Kangumu 2015, p. 150.
101. 1 2 3 4  Taylor 2009, p. 425.
102. ↑  Kangumu 2011, p. 87.
103. ↑  Kangumu 2008, pp. 118-119.
104. ↑  Kangumu 2008, pp. 121-122.
105. ↑  Civiltà Cattolica 1939, p. 381.
106. 1 2  Civiltà Cattolica 1939, p. 382.
107. ↑  Kangumu 2008, pp. 132-133.
108. ↑  Kangumu 2008, p. 132.
109. ↑  Kangumu 2008, p. 134.
110. ↑  Gewald 2012, p. 86.
111. ↑  Gewald 2012, pp. 84-85.
112. ↑  Kangumu 2011, pp. 97-102.
113. ↑  Kangumu 2008, p. 195.
114. ↑  Flint 2003, p. 418.
115. ↑  Kangumu 2008, p. 145.
116. ↑  Kangumu 2008, pp. 146-148.
117. ↑  Kangumu 2008, p. 150.
118. ↑  Kangumu 2011, pp. 117-120.
119. 1 2  Kangumu 2008, p. 85.
120. ↑  Gewald 2012, pp. 83-85.
121. ↑  Kangumu 2015, pp. 148-159.
122. ↑  Taylor 2009, p. 431.
123. ↑  Flint 2003, pp. 418-419.
124. ↑  Kangumu 2011, pp. 252-270.
125. ↑  Kangumu 2008, pp. 133-136.
126. ↑  Taylor 2009, pp. 426-427.
127. ↑  Kangumu 2008, p. 167.
128. ↑  Kangumu 2008, p. 77.
129. 1 2  Kangumu 2011, p. 120.
130. 1 2  Vines 1997, p. 104.
131. ↑  Taylor 2009, p. 432.
132. 1 2 3  Flint 2003, p. 420.
133. ↑  Kangumu 2008, pp. 198-199.
134. 1 2  Kangumu 2008, p. 199.
135. ↑  Kangumu 2008, pp. 286-289.
136. 1 2  Vines 1997, p. 143.
137. ↑  Kangumu 2008, pp. 204-205.
138. ↑  Kangumu 2008, p. 206.
139. ↑  Kangumu 2008, pp. 205-206.
140. ↑  Kangumu 2011, pp. 139-141.
141. ↑  Kangumu 2011, p. 59.
142. 1 2 3 4 5 6 7 8 9 10  (EN) Corte internazionale di giustizia, Kasikili/Sedudu Island (Botswana/Namibia) - Latest development in the case, su icj-cij.org, 1999.
143. ↑  Gewald 2012, p. 85.
144. 1 2 3 4 5 6 7 8  Lonely Planet 2018, cap. La lotta per il Caprivi.
145. 1 2 3 4  Kangumu 2011, p. 237.
146. 1 2 3 4  Flint 2003, p. 393.
147. 1 2  Kangumu 2011, p. 176.
148. ↑  Kangumu 2011, p. 259.
149. ↑  Flint 2003, p. 422.
150. ↑  Schomerus, Engelbert e de Vries 2019, p. 2.
151. 1 2 3   Edoardo Vigna, La Namibia "amputa" il dito di Caprivi, in Corriere della Sera, 21 agosto 2013.
152. ↑  Kangumu 2008, pp. 18-19.
153. ↑  Kangumu 2008, pp. 15-16.
154. 1 2 3  Kangumu 2008, p. 16.
155. 1 2  Kangumu 2008, p. 17.
156. 1 2  Kangumu 2008, p. 18.
157. ↑  (EN) National Planning Commission, Namibia 2011 Population and Housing Census (PDF), aprile 2012,  pp. 42-43, ISBN 978-99945-0-051-2.
158. ↑  (EN) Namibia Statistics Agency, Namibia 2023 Population and Housing Census (PDF), 2024,  p. xxiv.
159. ↑  Kangumu 2008, p. 101.
160. ↑  Shamukuni 1972, p. 182.
161. ↑  Kangumu 2008, p. 129.
162. ↑  Flint 2003, p. 425.
163. ↑  Shamukuni 1972, p. 172.
164. ↑  Taylor 2009, pp. 430-431.
165. ↑  Kangumu 2011, p. 179.
166. ↑  Taylor 2009, pp. 419-420.
167. ↑  Kangumu 2008, p. 151.
168. ↑  Lonely Planet 2018, cap. Mpalila Island.
169. 1 2  Lonely Planet 2018, cap. Katima Mulilo.
170. ↑  (EN) Dennis Ayemba, Kazungula Bridge in Botswana/Zambia, su constructionreviewonline.com, 11 luglio 2023.